# Strombidae
Famille
Synonymes
- Pteroceridae Haller, 1892

Les Strombidae sont une famille de mollusques gastéropodes de l'ordre des Littorinimorpha. Les espèces de cette famille sont généralement appelées, selon les espèces, « strombes », « conques » ou « lambis ».
La plupart des espèces connues de cette famille sont des fossiles, leur solide coquille leur assurant une bonne préservation dans le sédiment.

## Synonyme
- Pteroceridae Haller, 1892[1]

## Caractéristiques

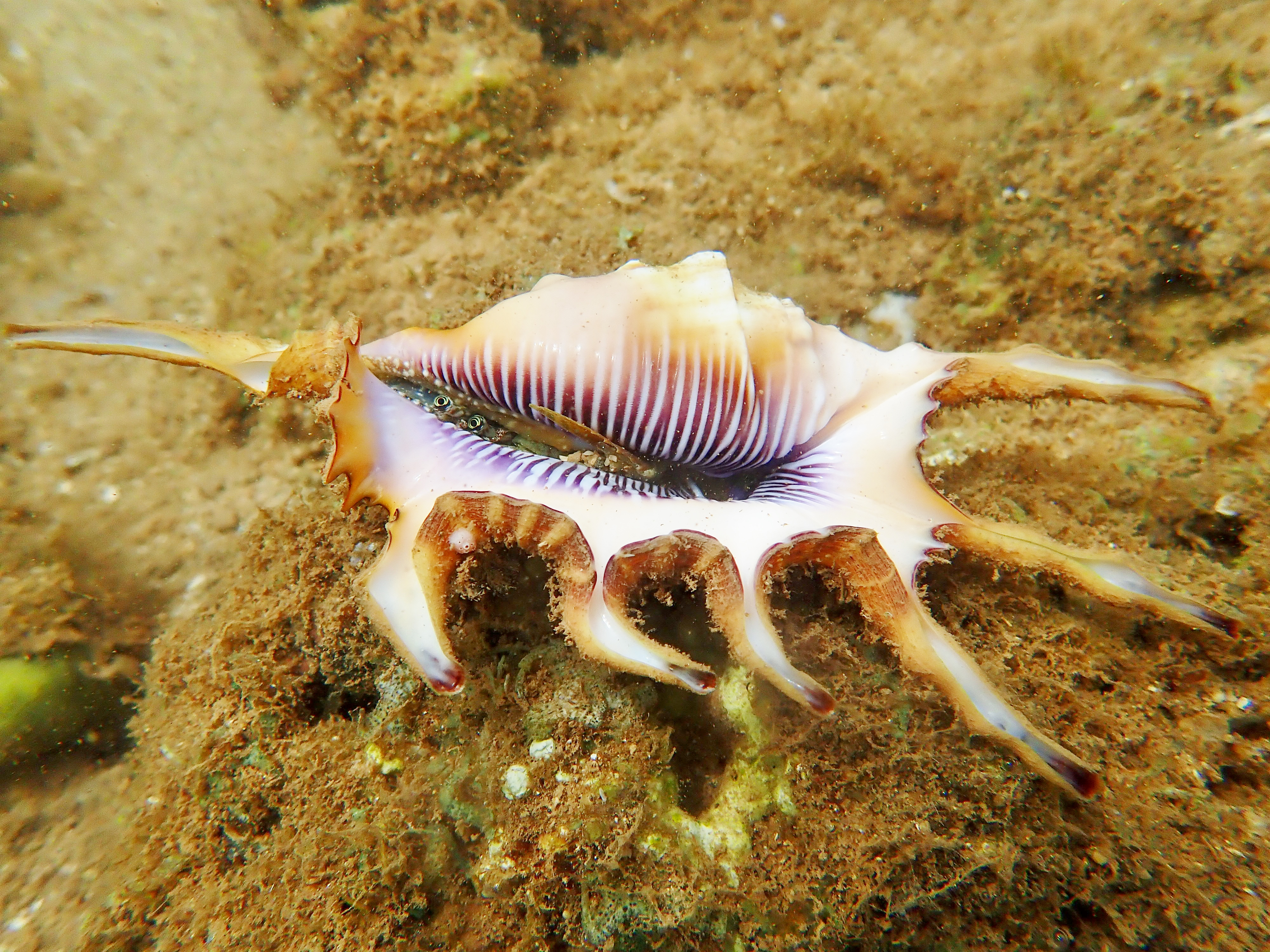
Un strombe scorpion (Lambis scorpius) vivant, à Mayotte. On distingue les yeux et l'opercule corné en forme de faux

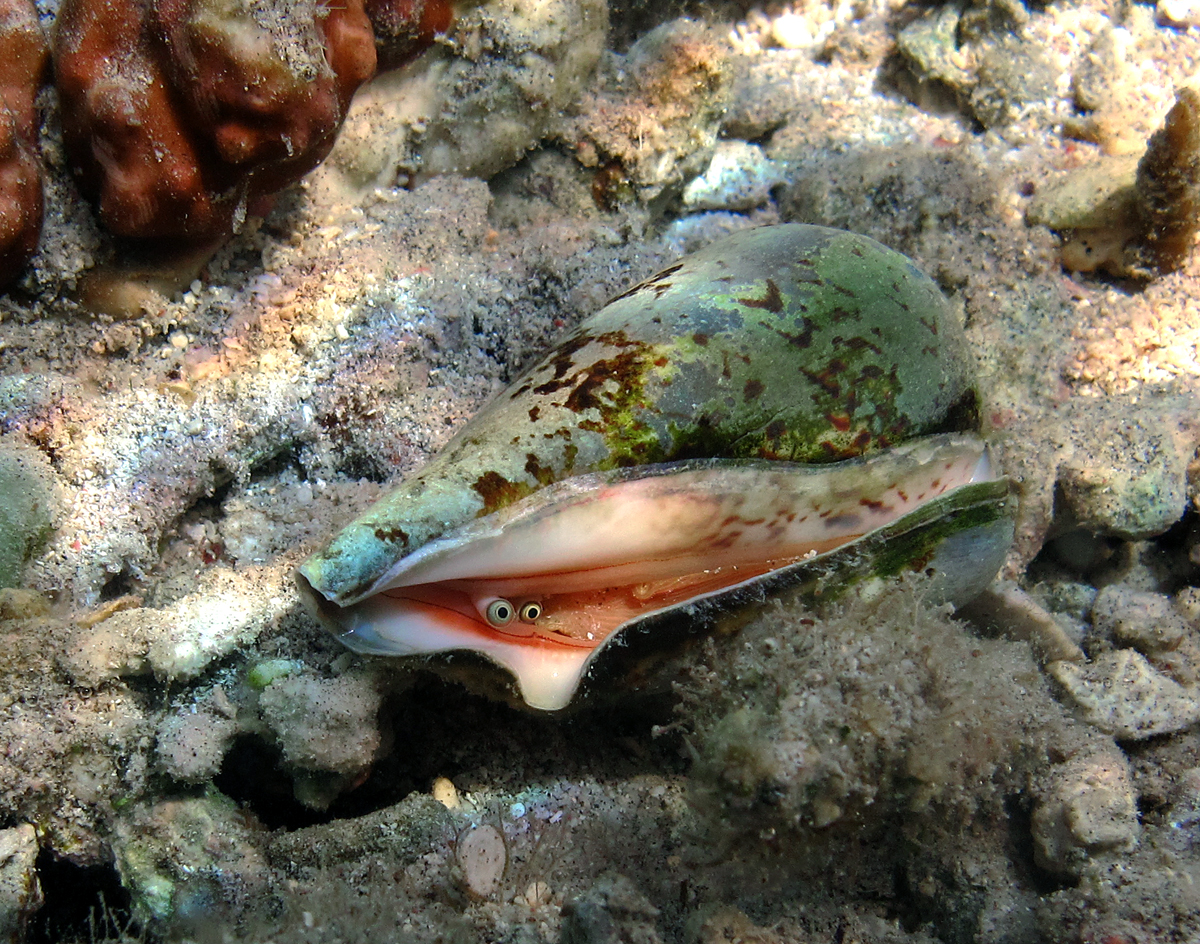
(Strombus) Conomurex decorus à La Réunion

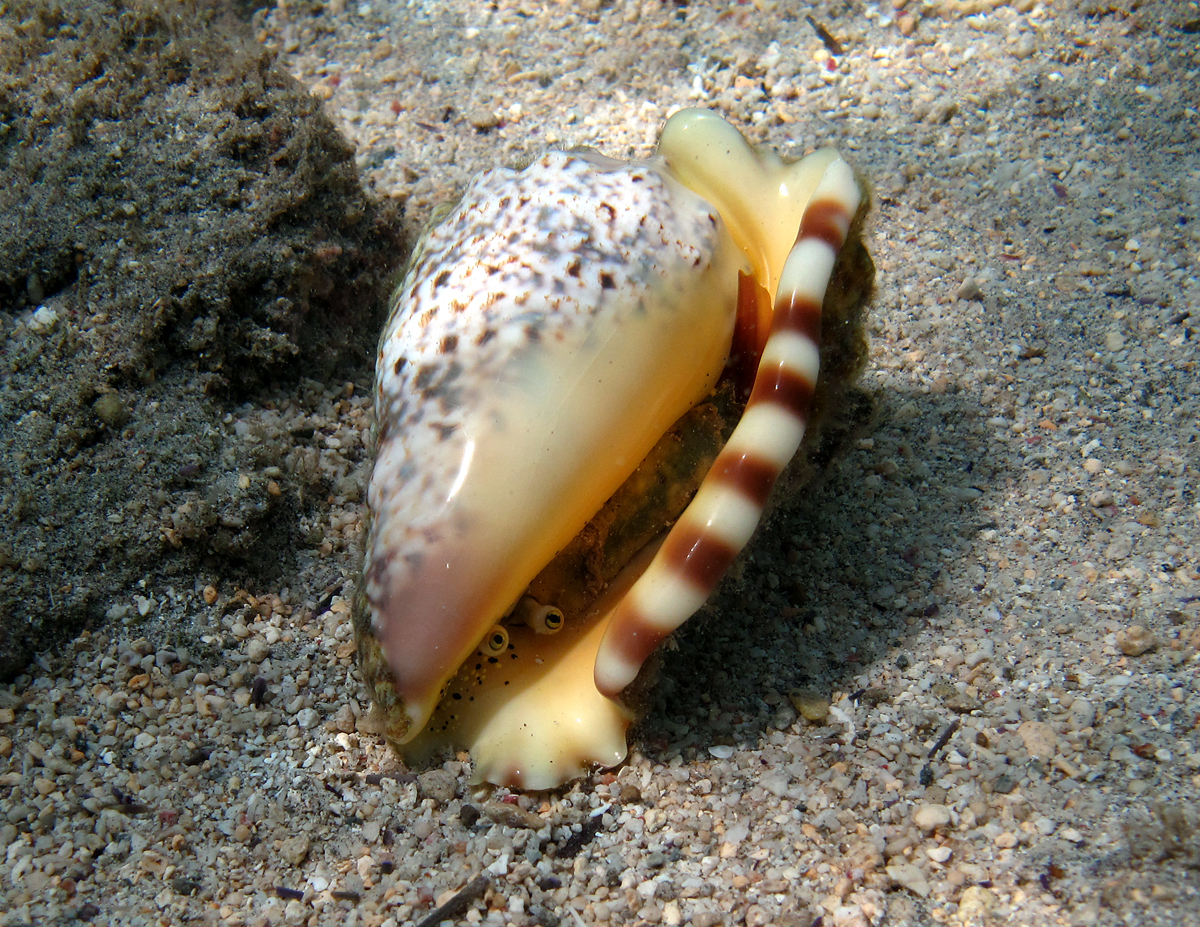
(Strombus) Lentigo lentiginosus à La Réunion

La coquille des Strombidae, épaisse et lourde, ménage deux plis pour les longs pédoncules oculaires, qui leur permettent de surveiller les alentours à l’abri grâce à des yeux très mobiles. À la différence des autres gastéropodes, qui glissent lentement sur le sol à l'aide de leur pied, les Strombidae progressent par petits sauts au moyen d’un opercule corné en forme de faux, denticulée ou non. Ils sont herbivores et détritivores occasionnels.

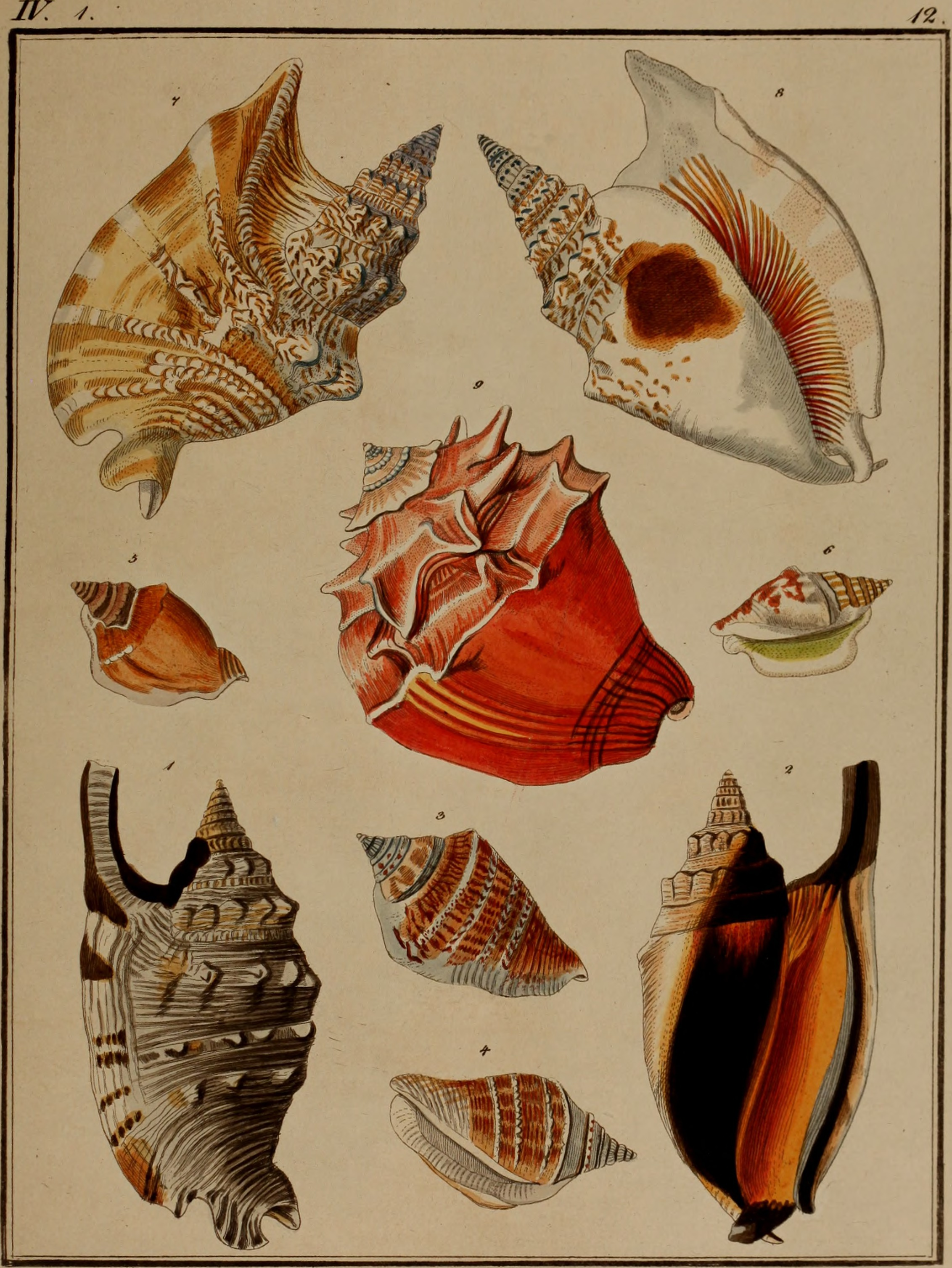
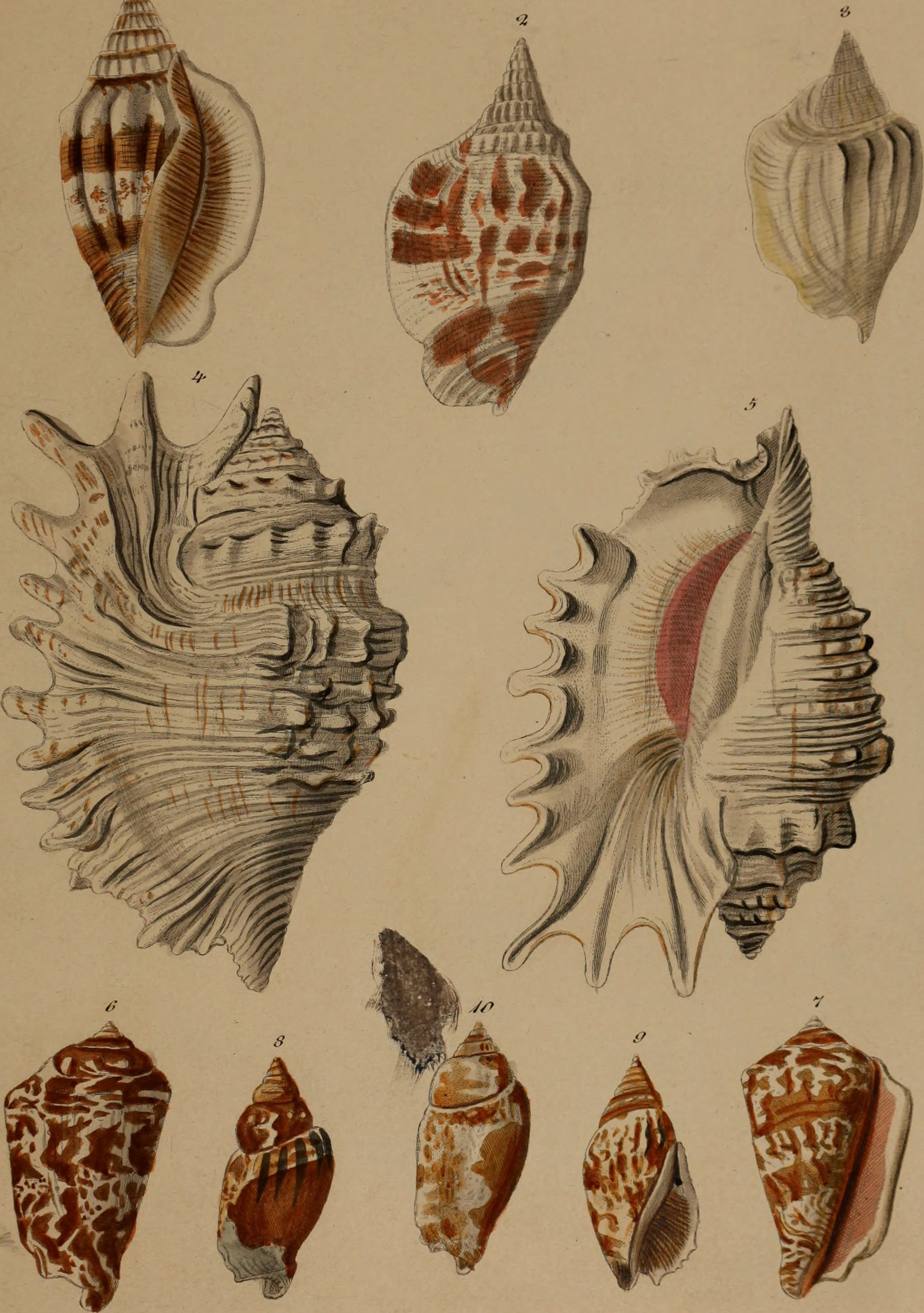
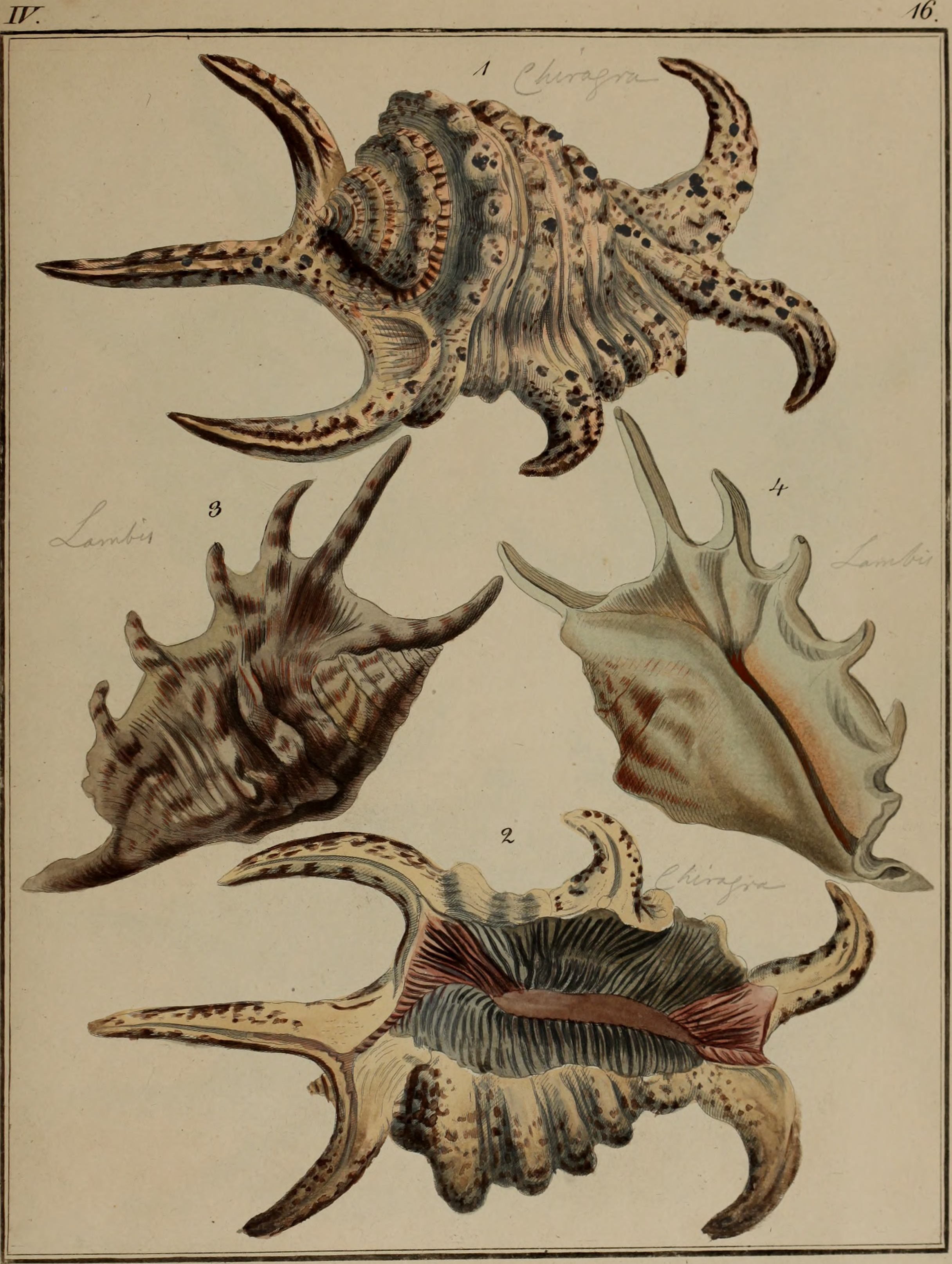
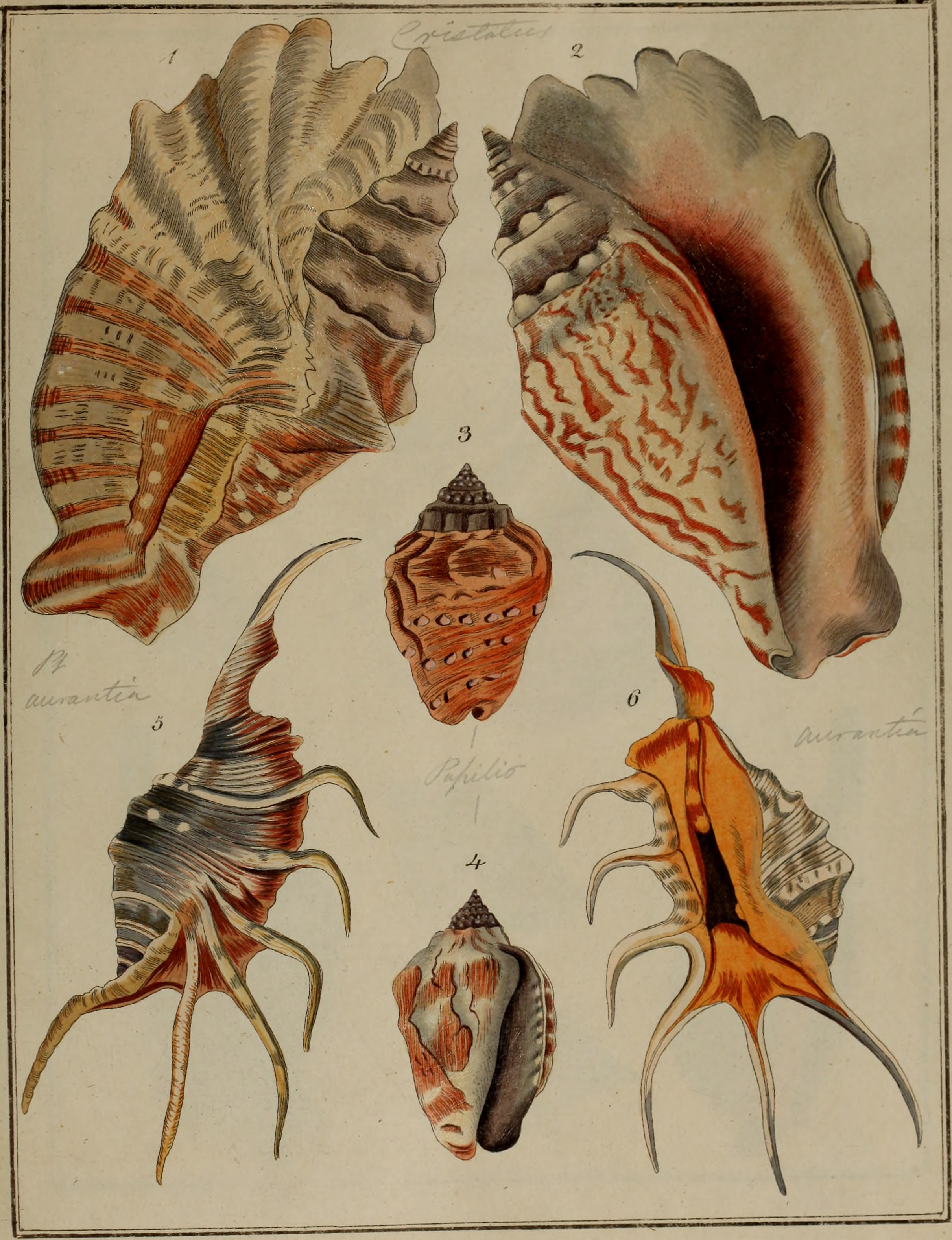
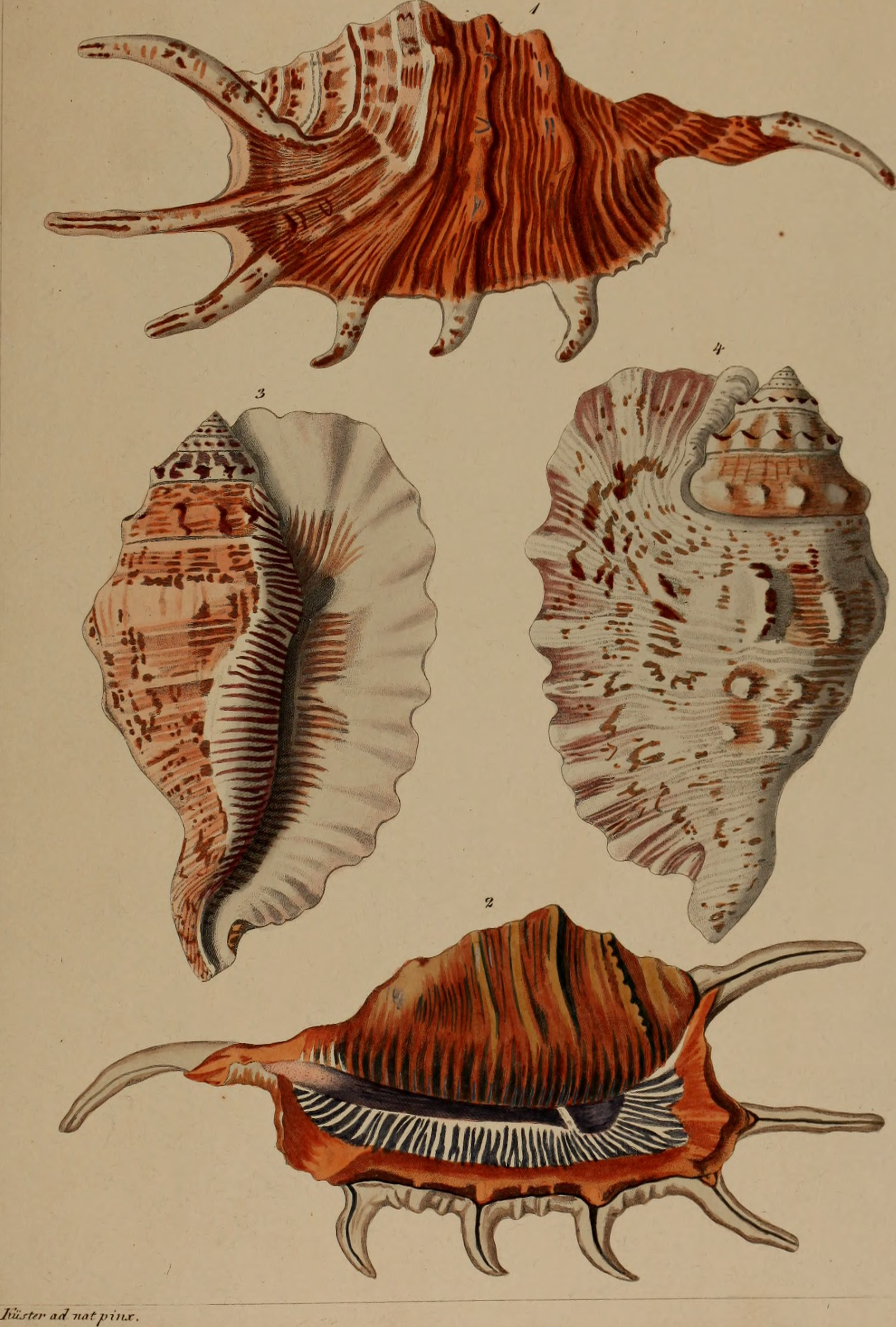
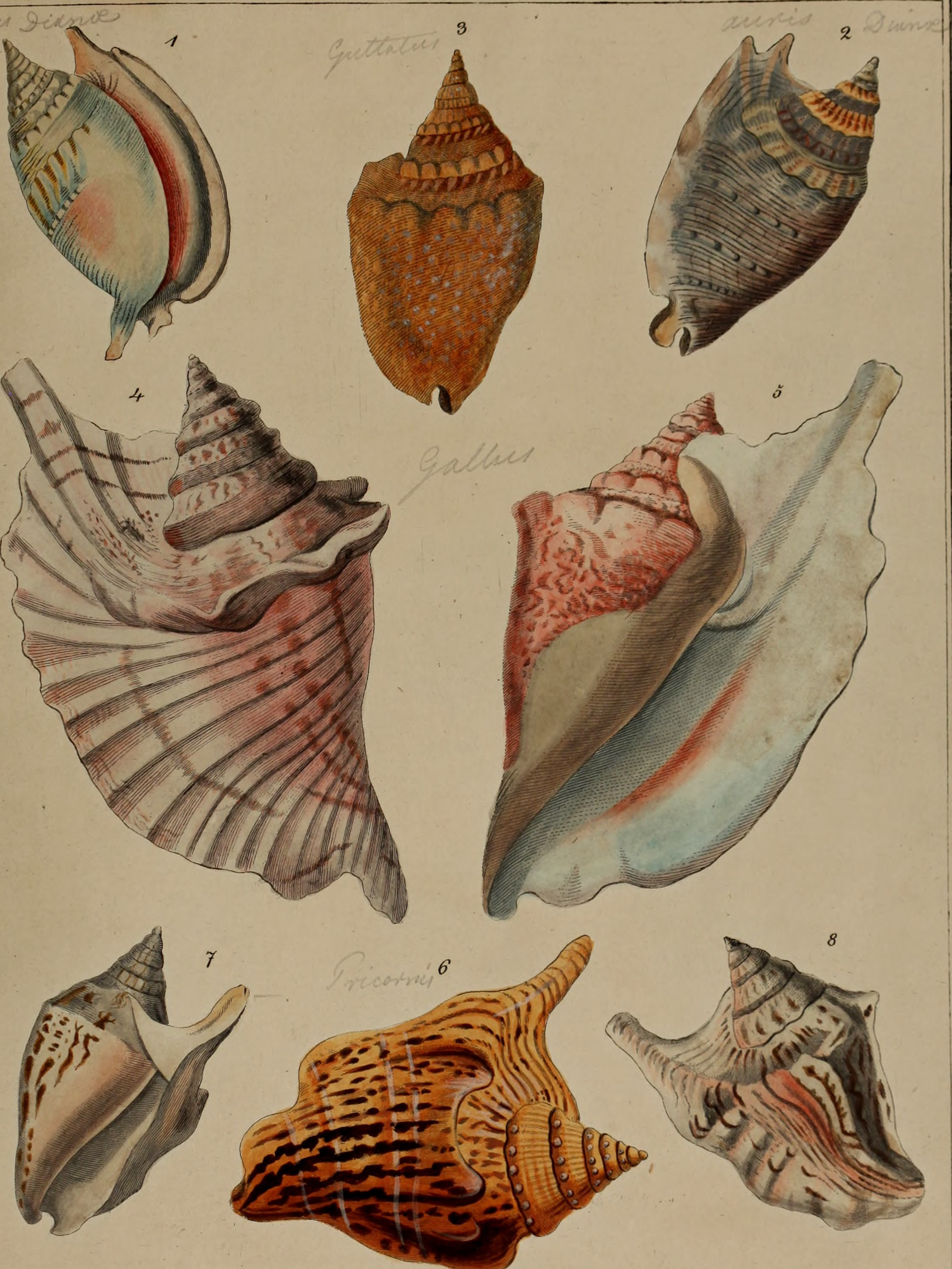

## Répartition
La majorité vit dans les mers chaudes, mais on en rencontre aussi dans des eaux tempérées.
Les espèces actuelles vivent dans la région allant de l'océan Indien au Pacifique. Seules quelques espèces sont présentes dans les Caraïbes : elles appartiennent toutes aux genres Strombus et Lobatus.

## Liste des sous-familles et genres
| Selon World Register of Marine Species (12 décembre 2020) : ___ - genre Aliger Thiele, 1929 - genre Amabiliplicatus Dekkers & S. J. Maxwell, 2020 - † genre Antestrombus S. J. Maxwell, Dekkers, Rymer & Congdon, 2020 - genre Barneystrombus Blackwood, 2009 - genre Canarium Schumacher, 1817 - genre Conomurex P. Fischer, 1884 - genre Dolomena Wenz, 1940 - genre Dominus Dekkers & S. J. Maxwell, 2020 - genre Doxander Wenz, 1940 - † genre Edpetuchistrombus S. J. Maxwell, Dekkers, Rymer & Congdon, 2020 - genre Euprotomus Gill, 1870 - genre Gibberulus Jousseaume, 1888 - genre Harpago Mörch, 1852 - genre Labiostrombus Oostingh, 1925 - genre Laevistrombus Abbott, 1960 - genre Lambis Röding, 1798 - genre Lentigo Jousseaume, 1886 - genre Lobatus Swainson, 1837 - genre Macrostrombus Petuch, 1994 - genre Margistrombus Bandel, 2007 - genre Ministrombus Bandel, 2007 - genre Mirabilistrombus Kronenberg, 1998 - genre Ophioglossolambis Dekkers, 2012 - genre Pacificus Dekkers & S. J. Maxwell, 2020 - genre Persististrombus Kronenberg & H. G. Lee, 2007 - genre Sinustrombus Bandel, 2007 - † genre Spinatus Dekkers, Liverani, Ćorić, S. J. Maxwell & Landau, 2020 - genre Striatostrombus Dekkers & S. J. Maxwell, 2018 - genre Strombus Linnaeus, 1758 - genre Terestrombus Kronenberg & Vermeij, 2002 - genre Thersistrombus Bandel, 2007 - genre Thetystrombus Dekkers, 2008 - genre Titanostrombus Petuch, 1994 - genre Tricornis Jousseaume, 1886 - genre Tridentarius Kronenberg & Vermeij, 2002 | Selon Paleobiology Database (1 juillet 2013) : - genre Aliger - genre Calyptraphorus - genre Digitolabrum - genre Lambis - genre Lobatus - genre Oostrombus - genre Orthaulax - genre Pereiraea - genre Platyoptera - genre Pugnellus - genre Rimella - sous-famille Rostellariinae - genre Varicospira - sous-famille Strombinae - genre Dilatilabrum - genre Persististrombus - genre Strombus - genre Terebellum - genre Terestrombus - genre Tibia - genre Titanostrombus - genre Tridentarius - genre Ueckeritzella |

## Galerie

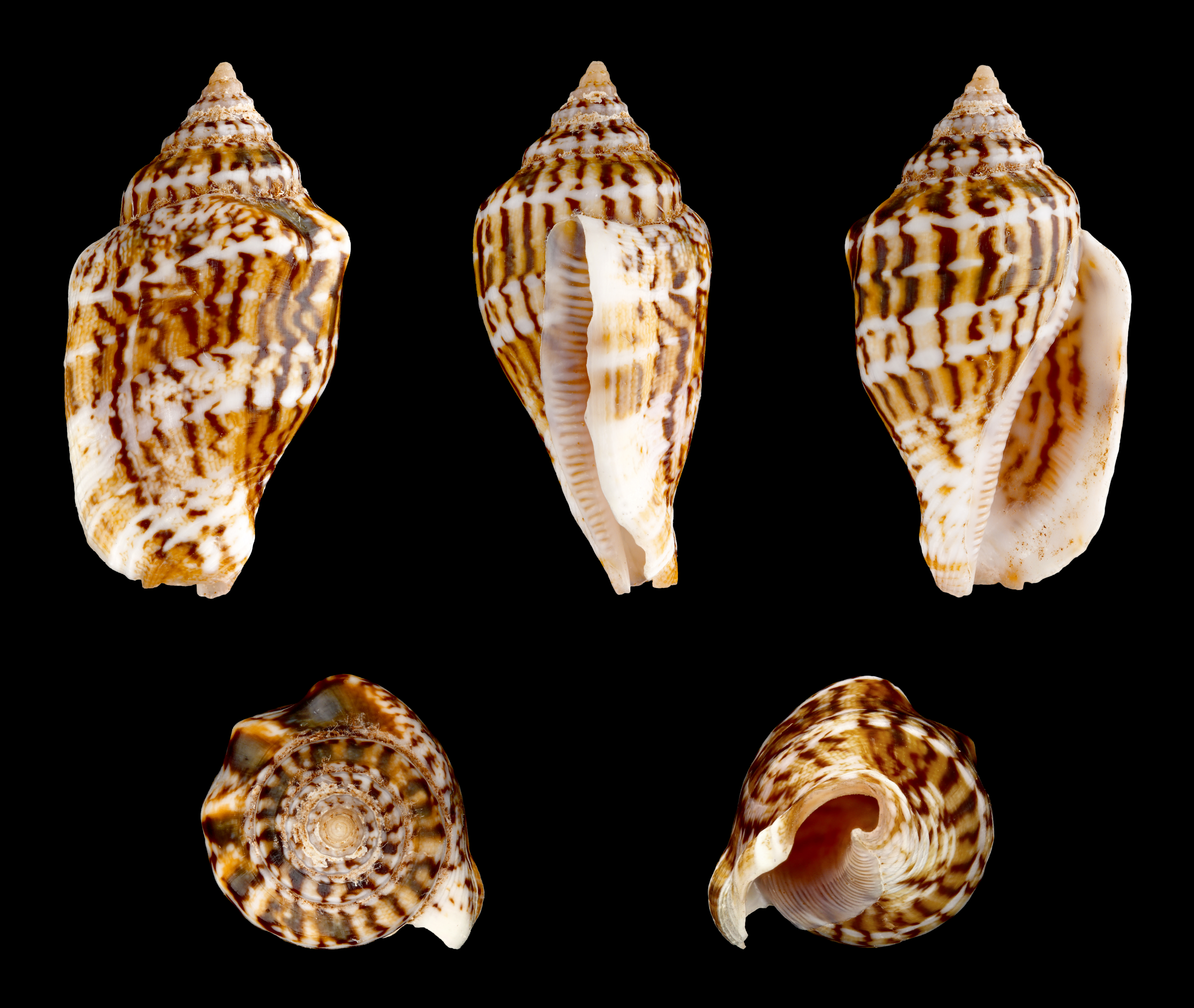
Canarium mutabile.
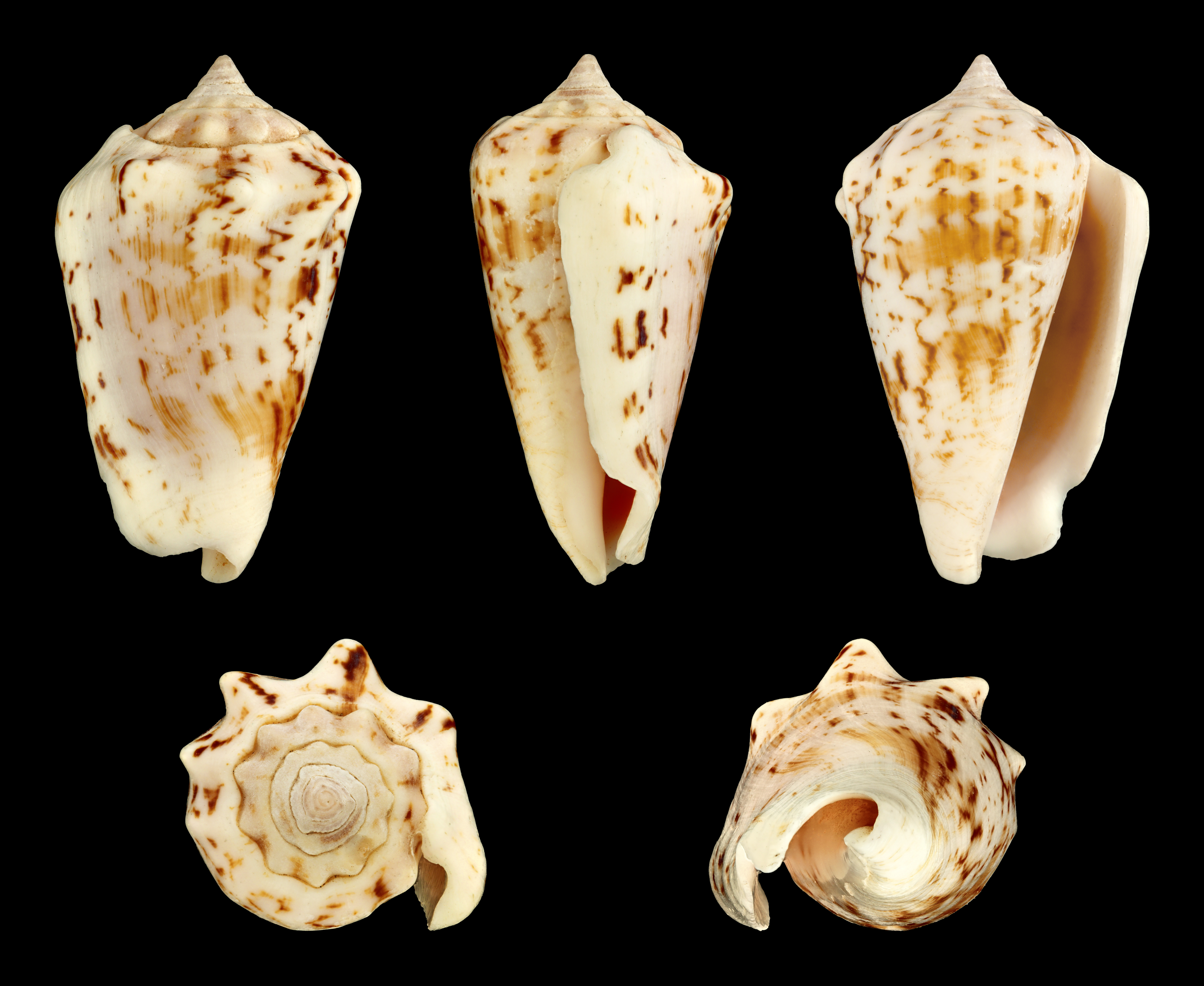
Conomurex decorus.
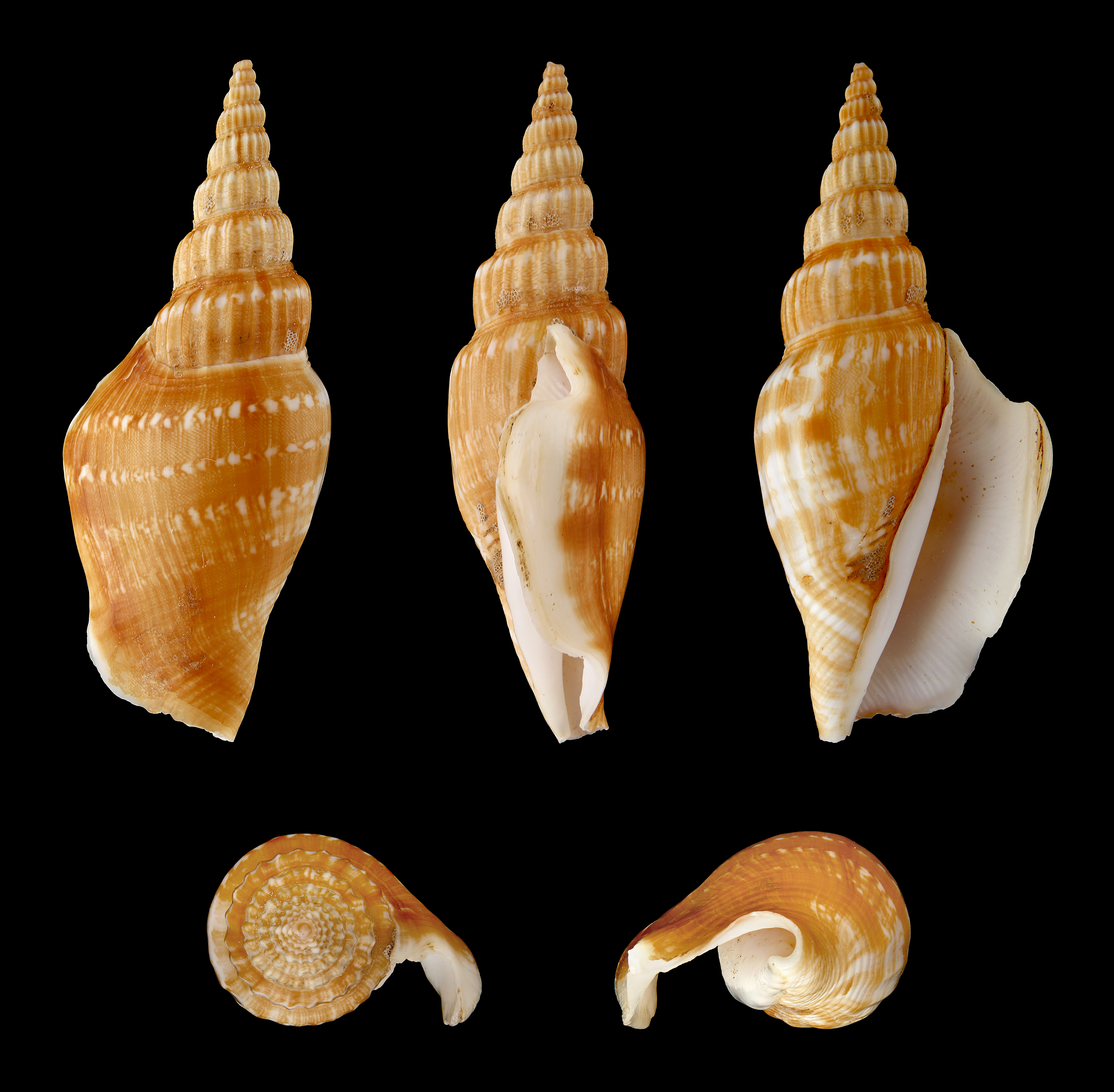
Doxander vittatus.
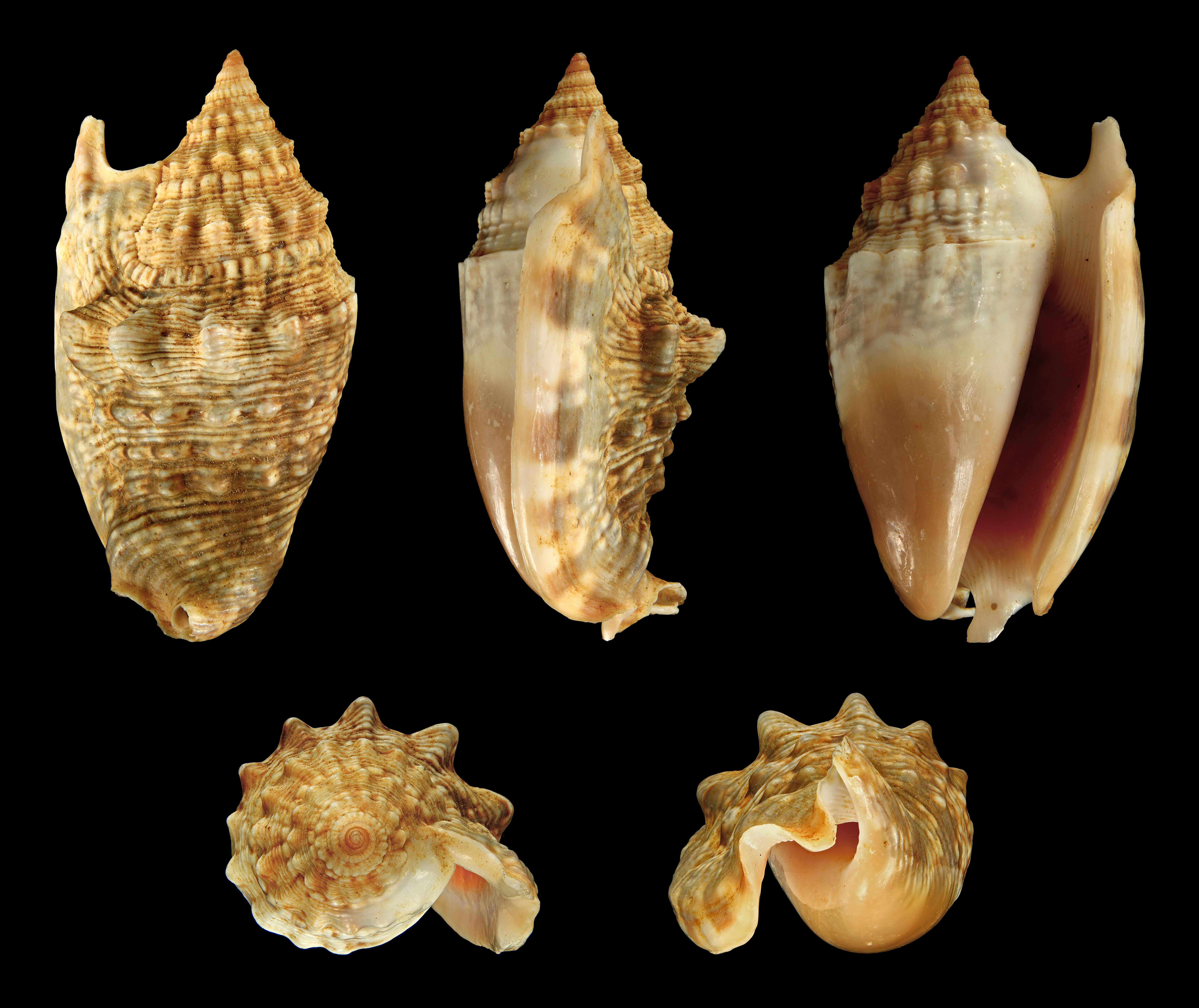
Euprotomus aurisdianae.
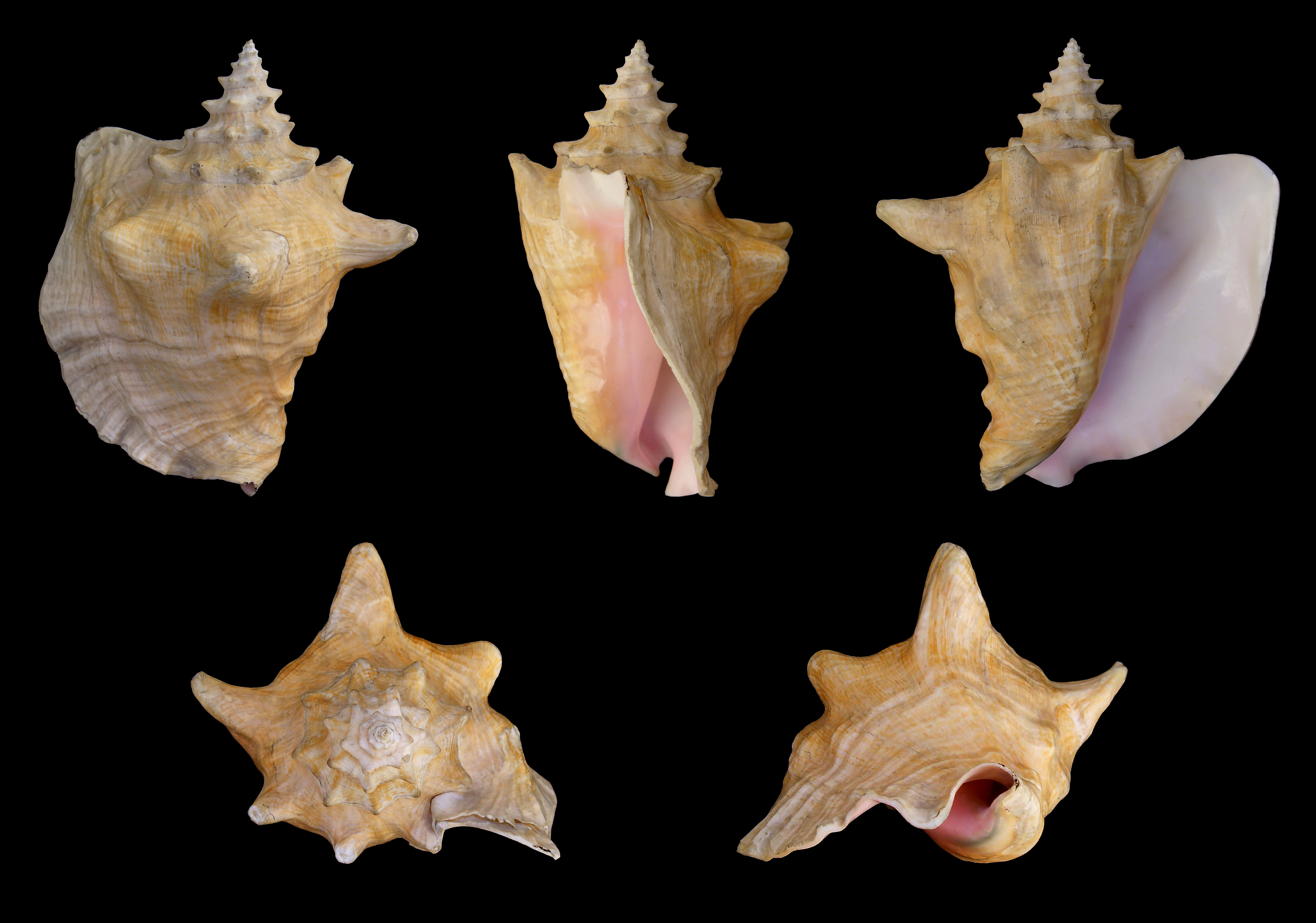
Eustrombus gigas.
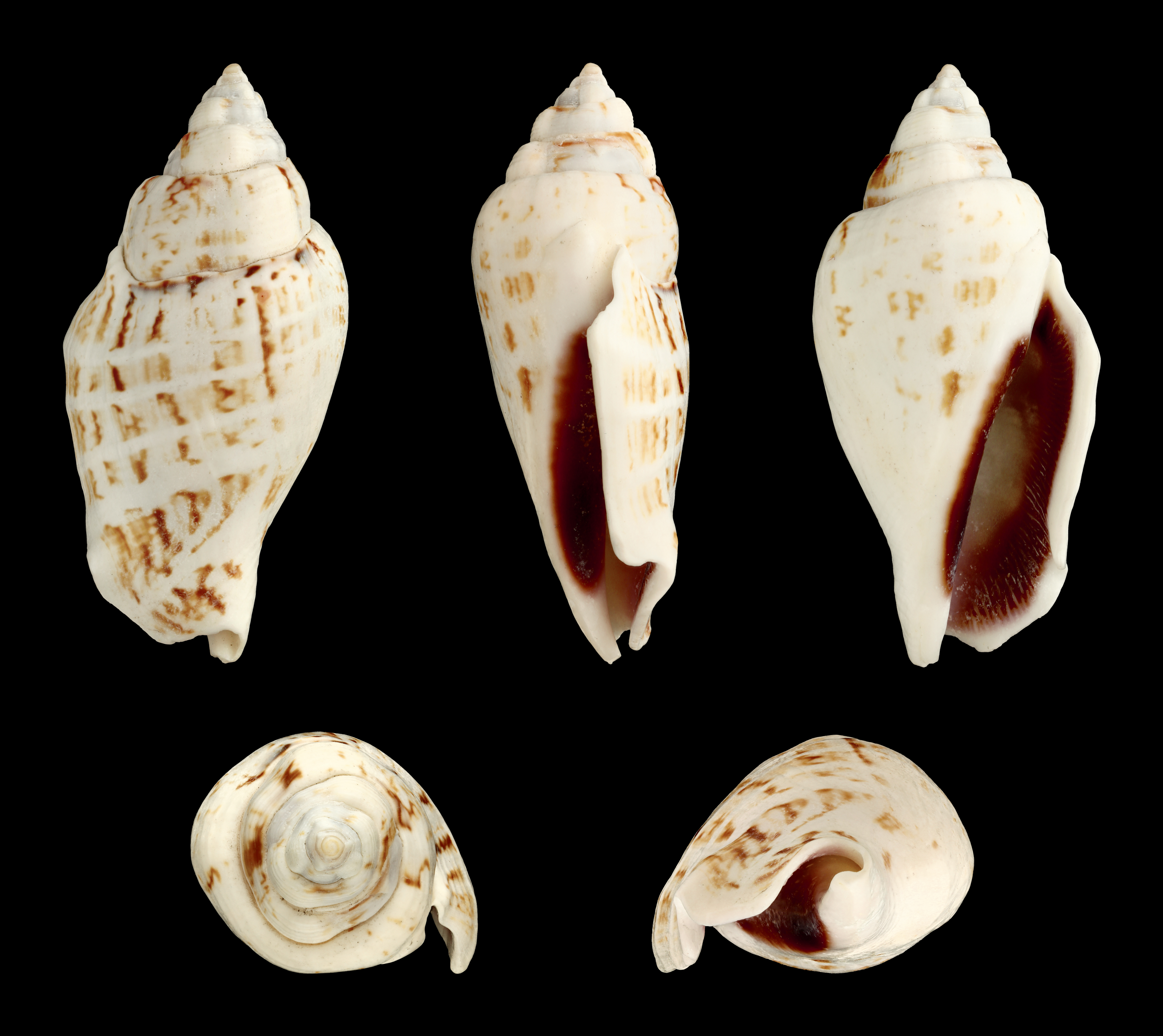
Gibberulus gibbosus.
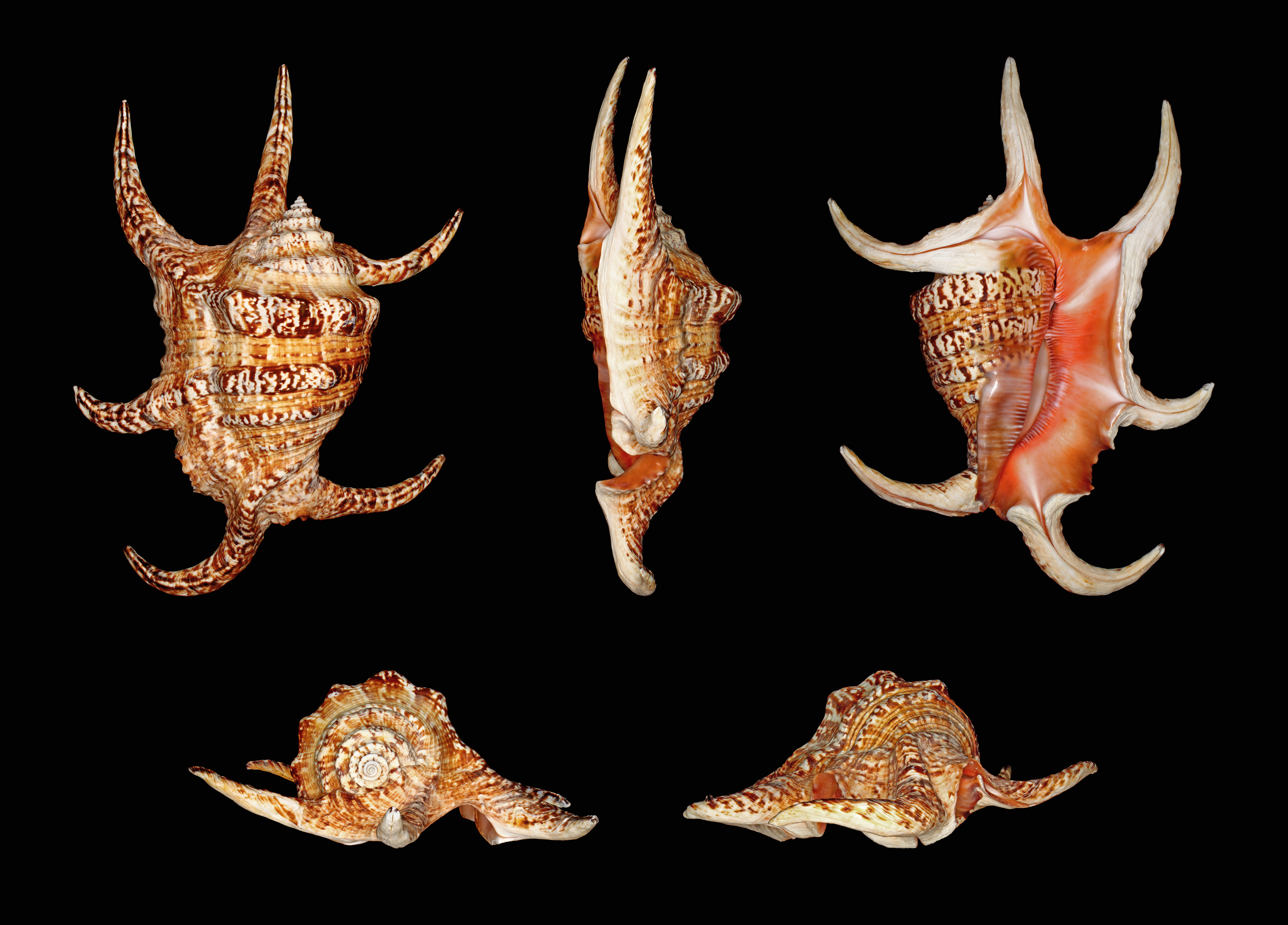
Harpago chiragra.
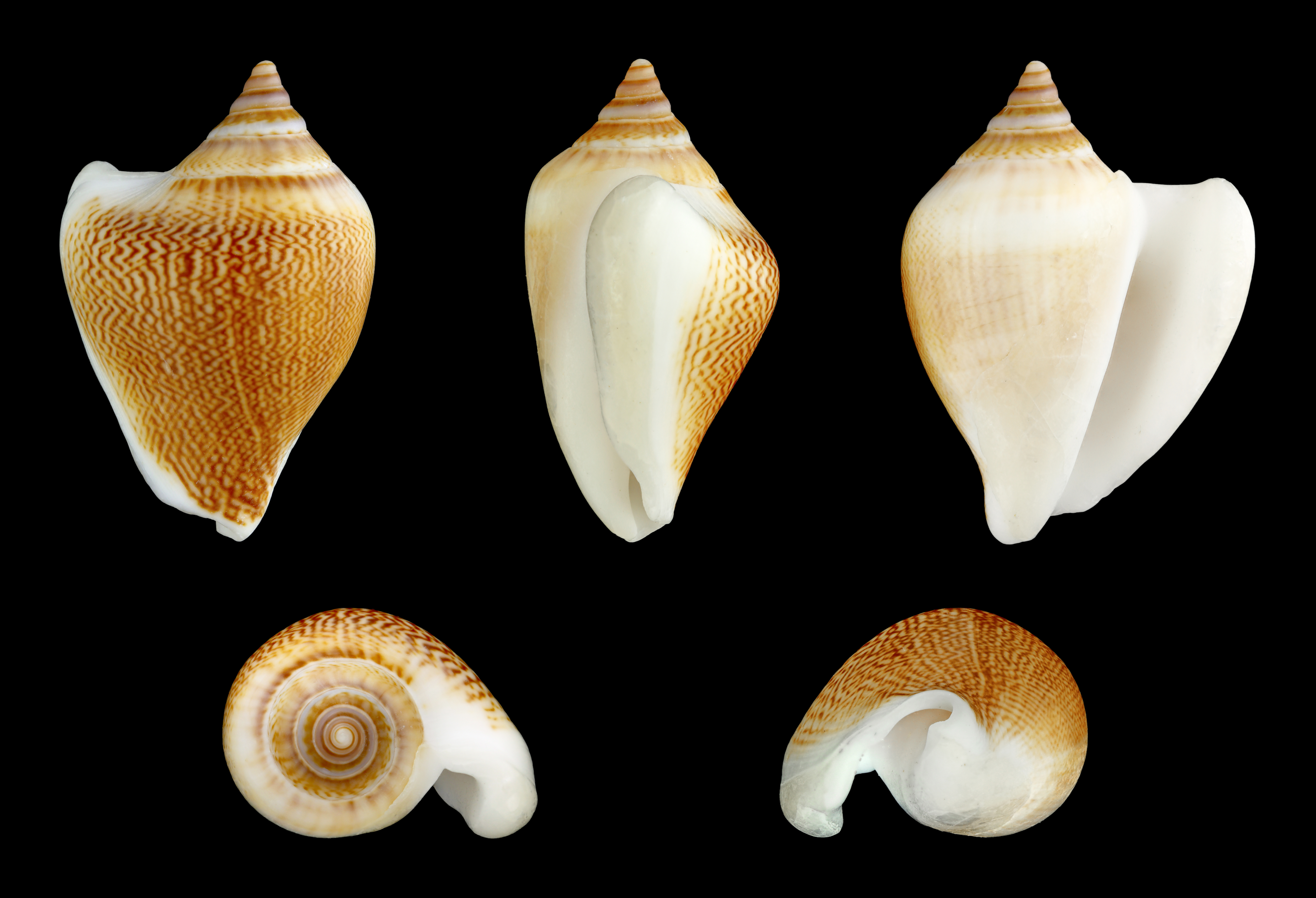
Laevistrombus canarium.
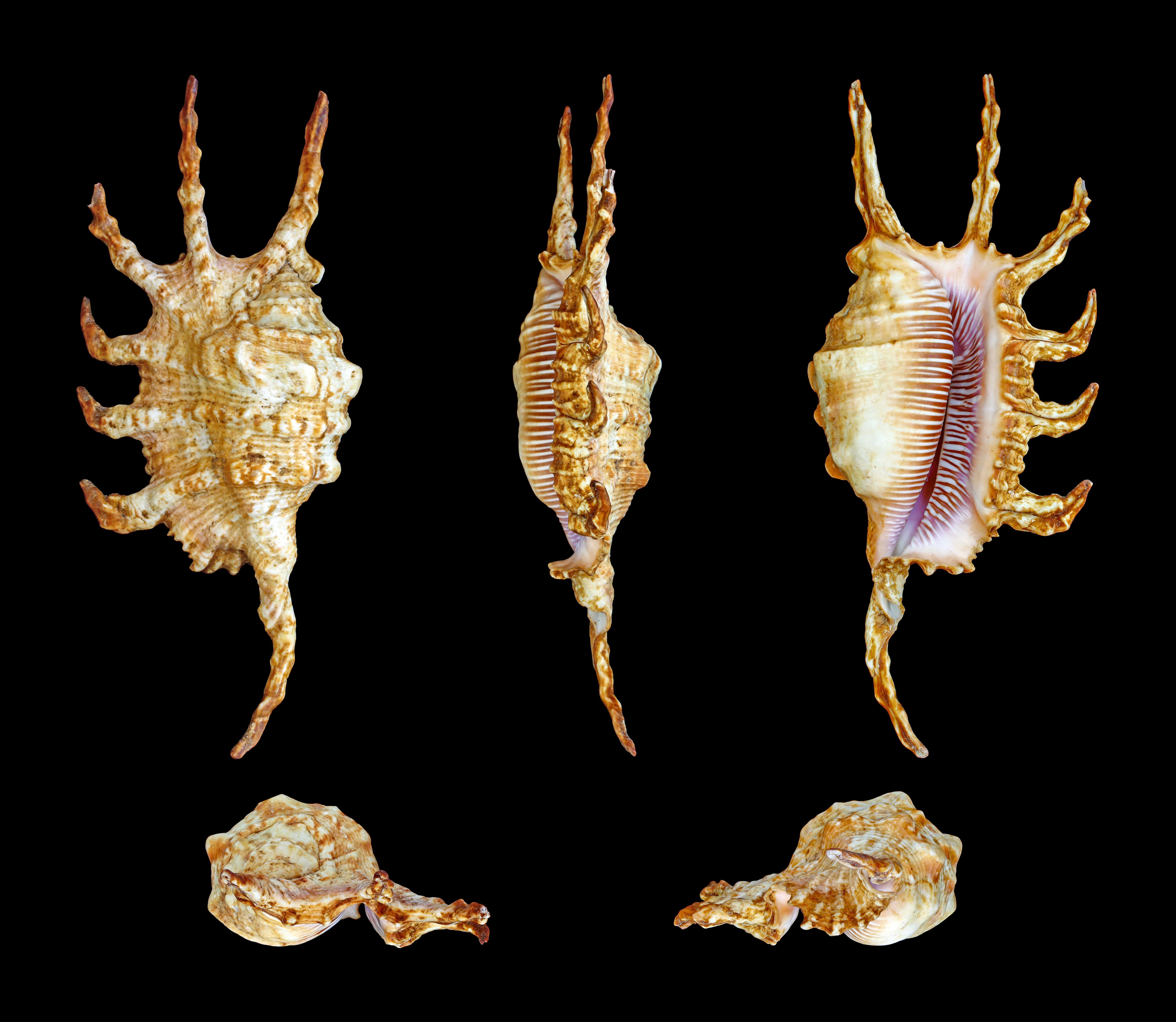
Lambis scorpius.
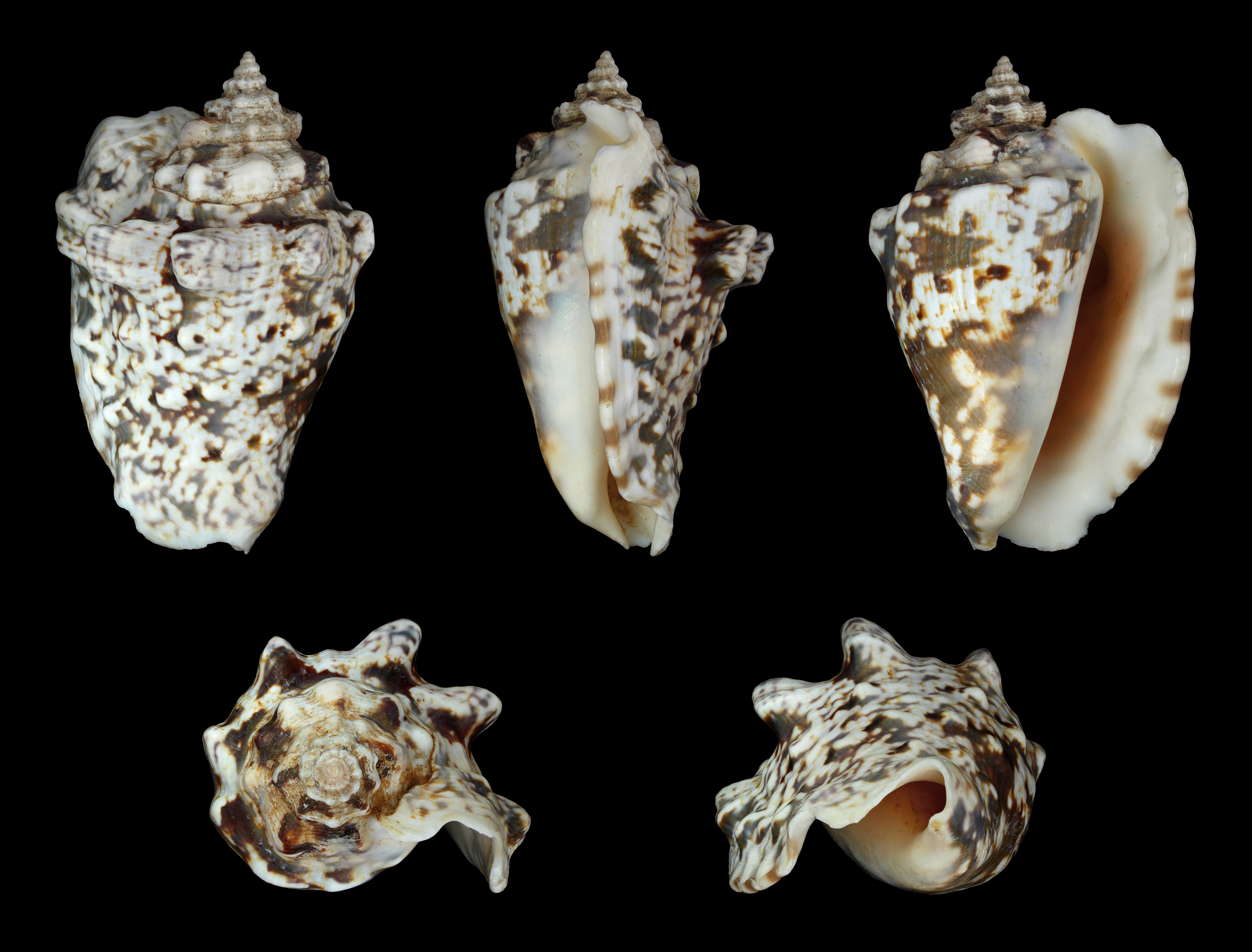
Lentigo lentiginosus.
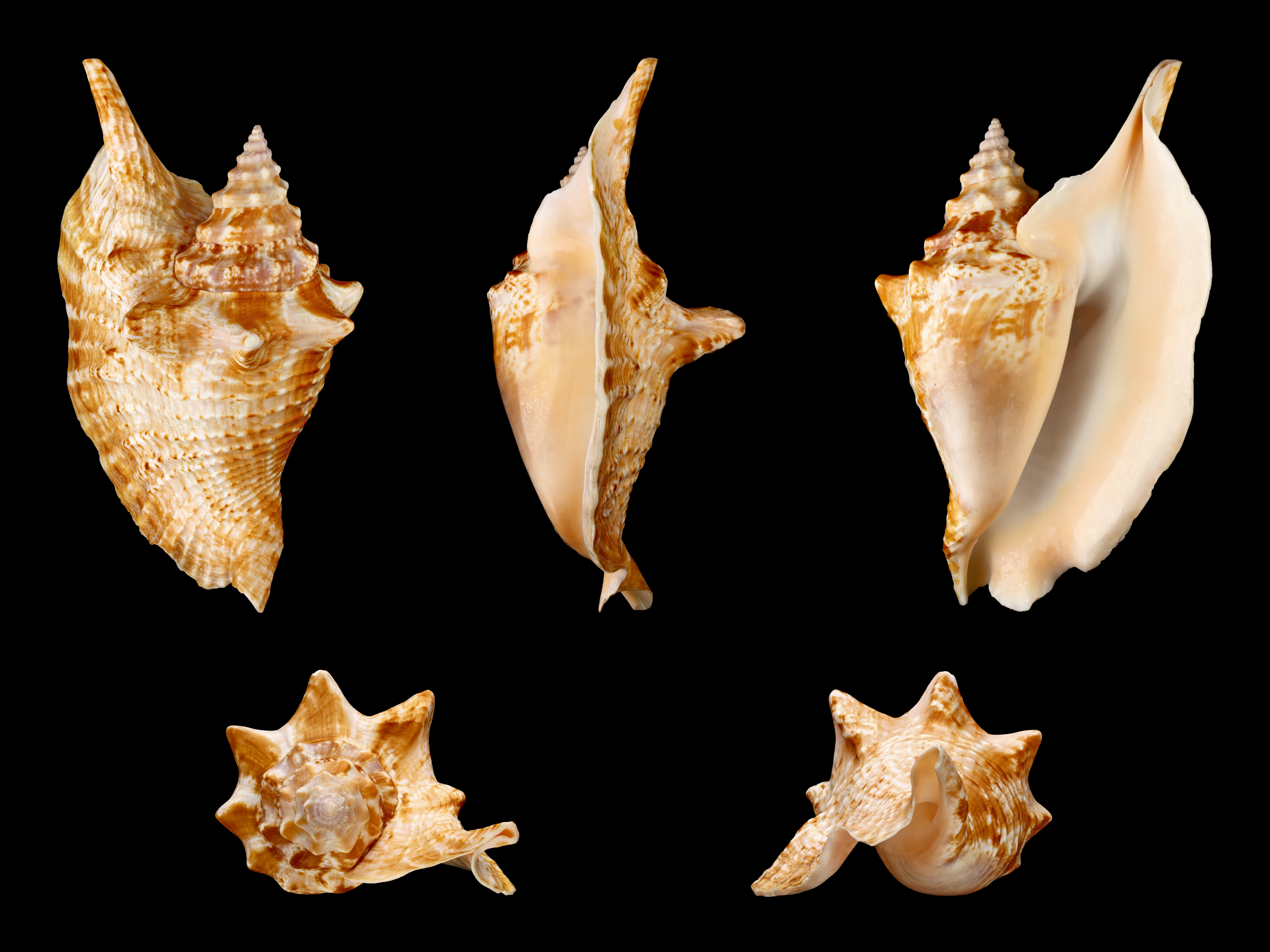
Lobatus gallus.
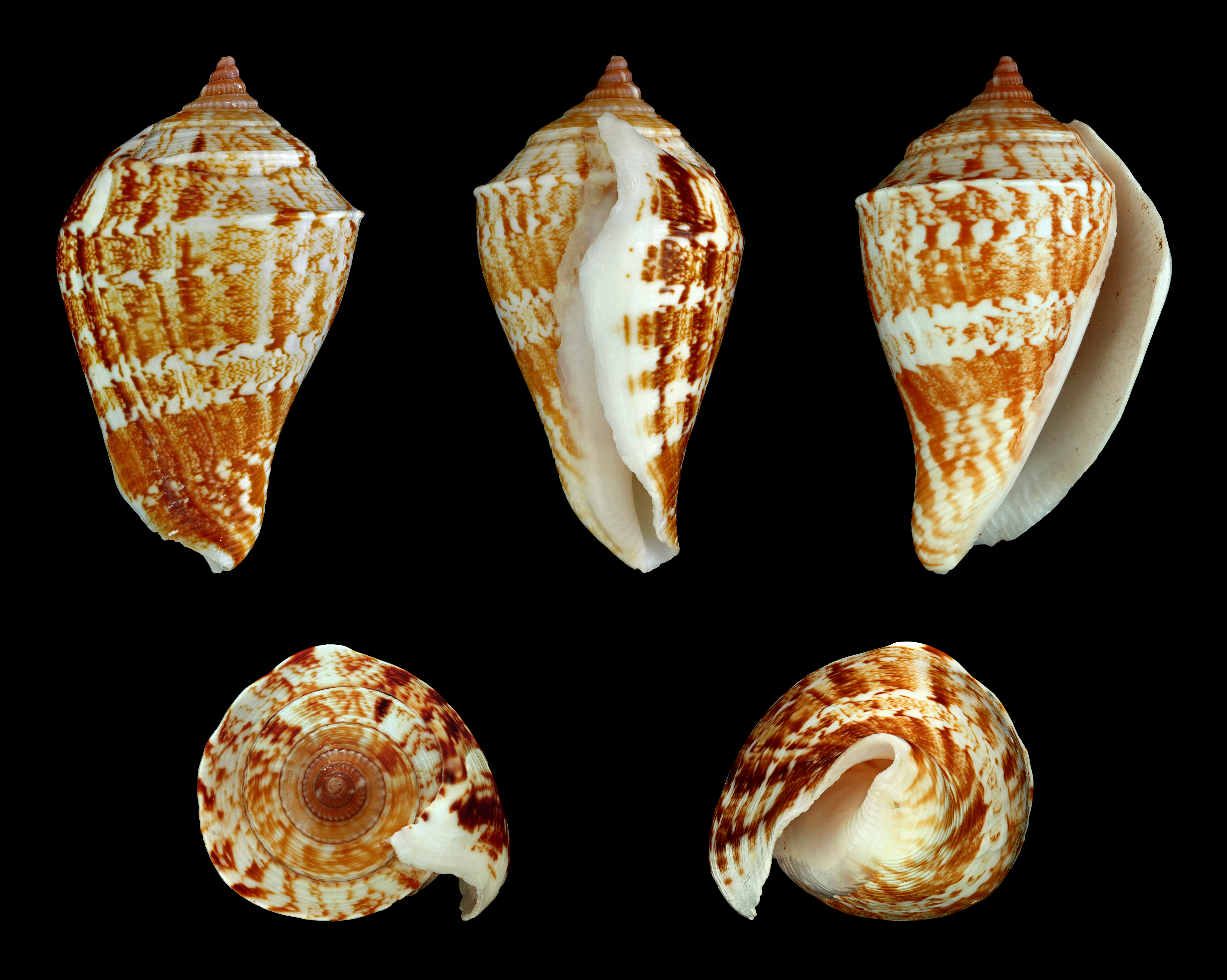
Margistrombus marginatus.
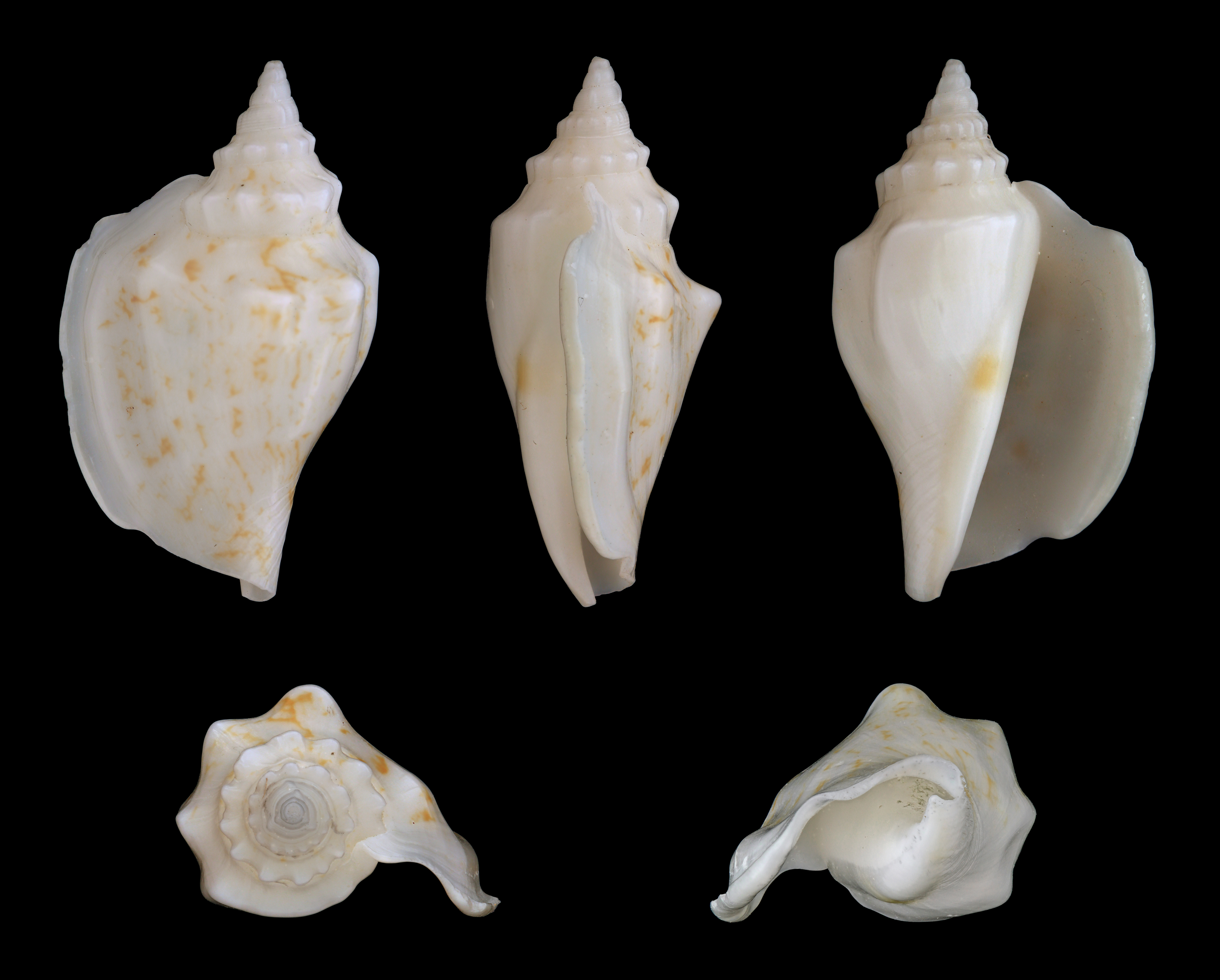
Ministrombus variabilis.
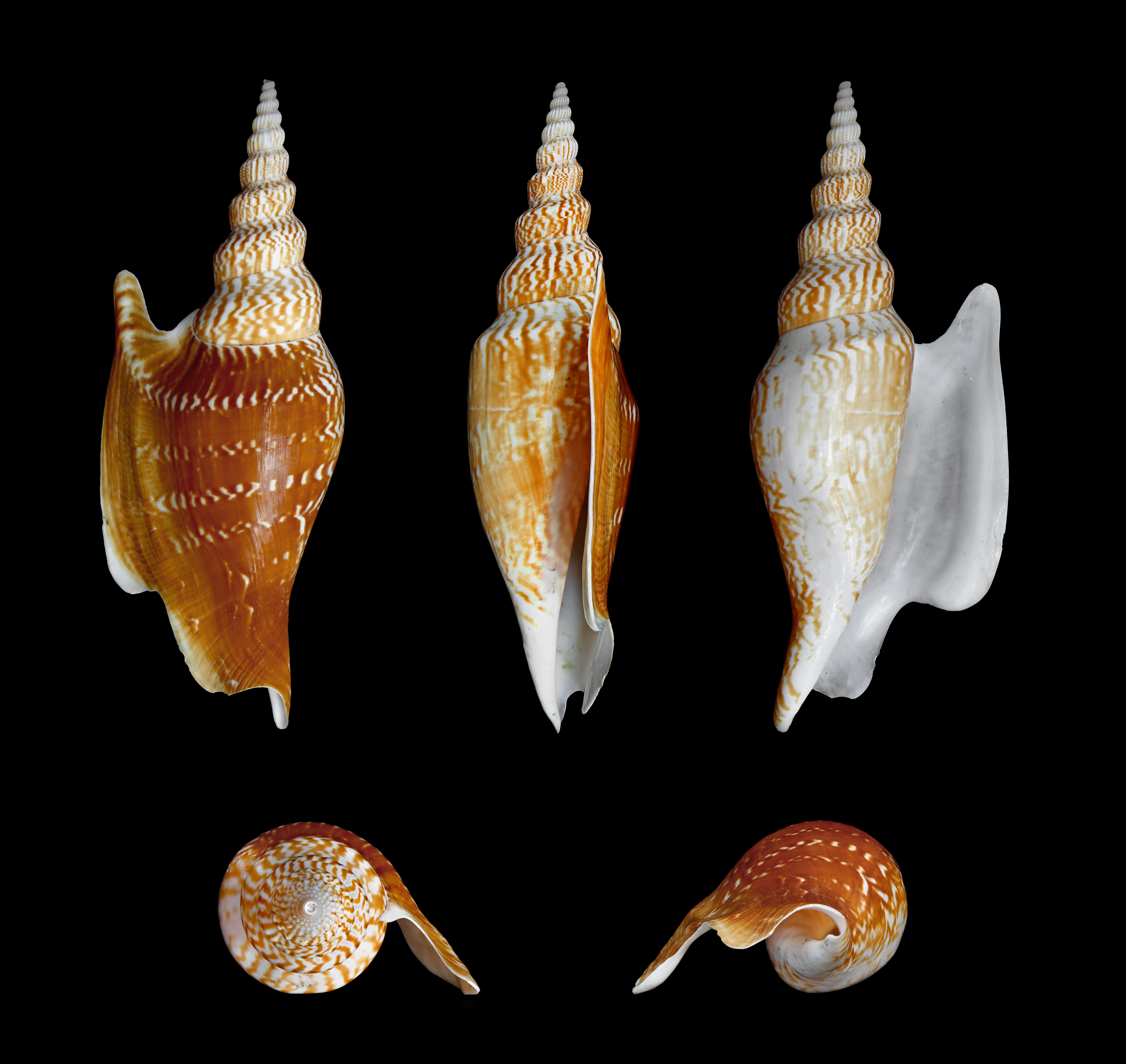
Mirabilistrombus listeri.
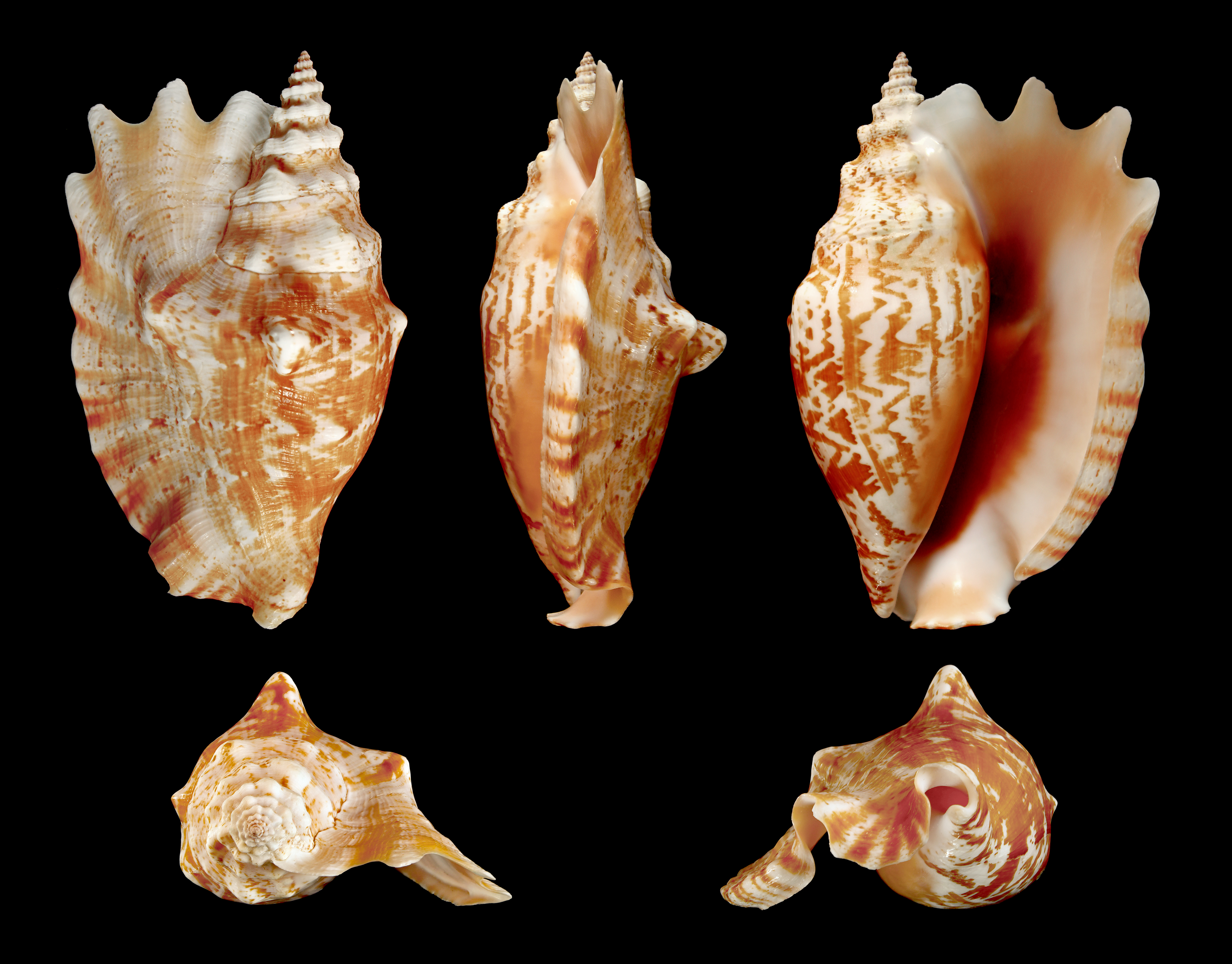
Sinustrombus sinuatus.
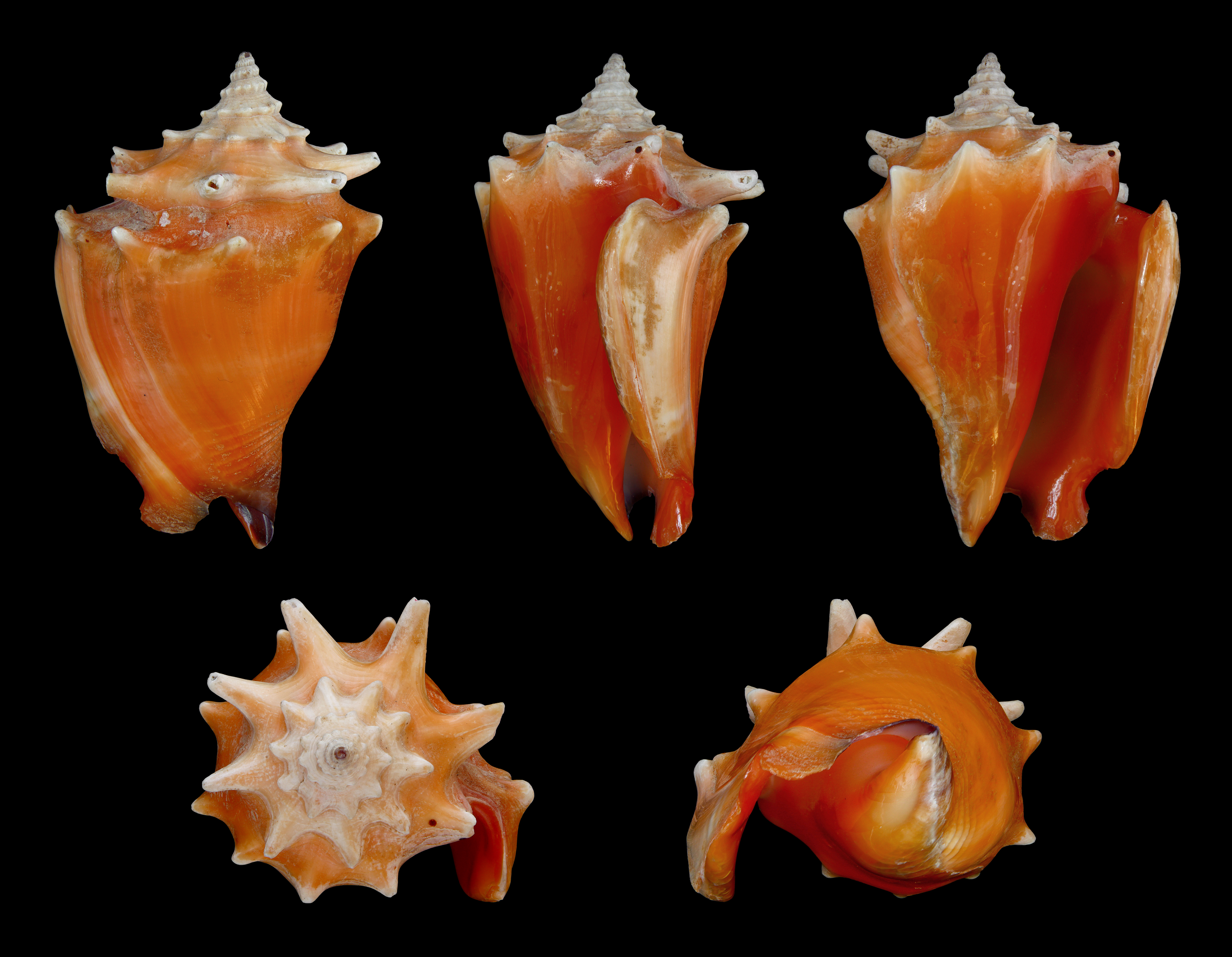
Strombus pugilis.
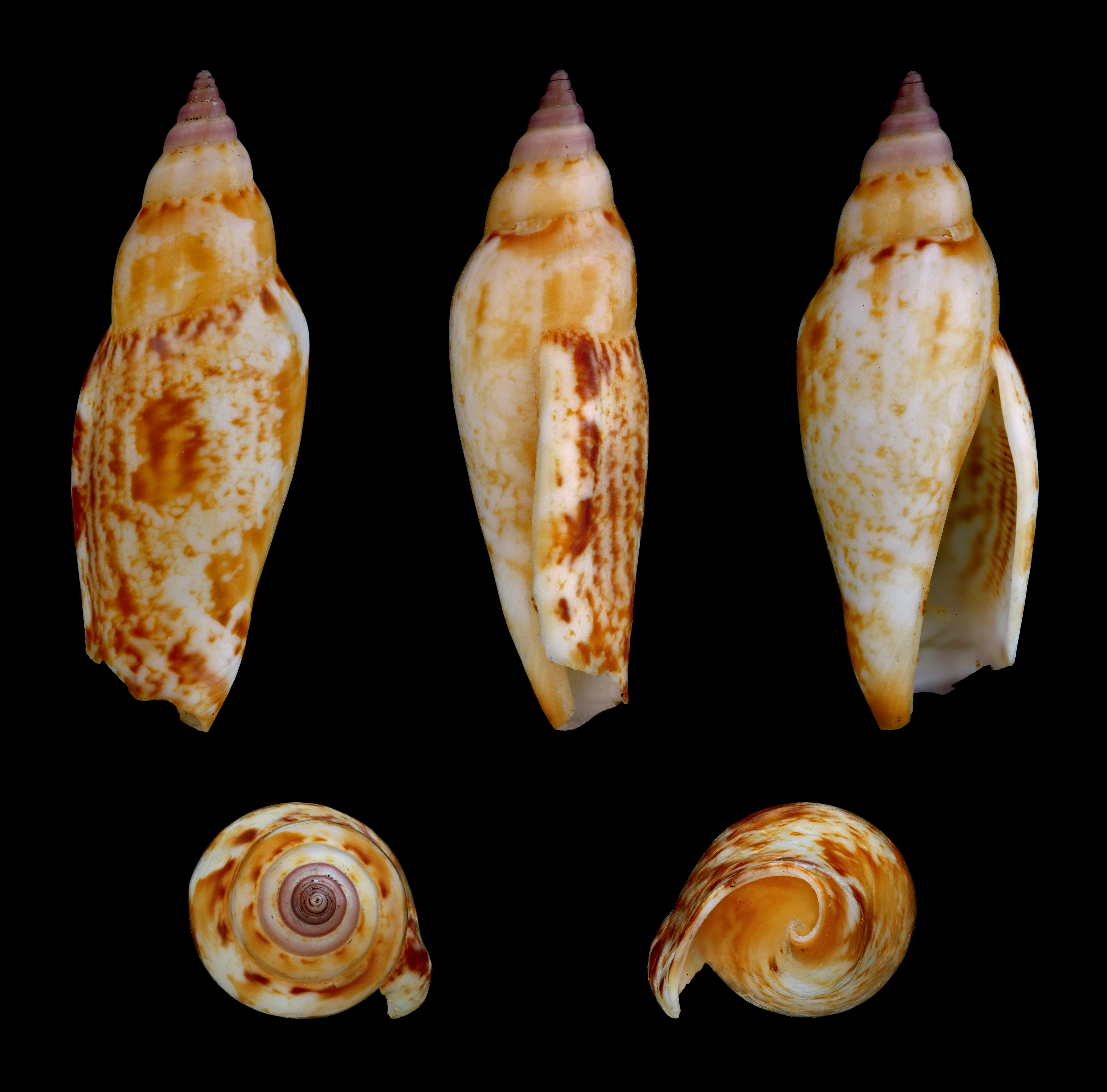
Terestrombus terebellatus.
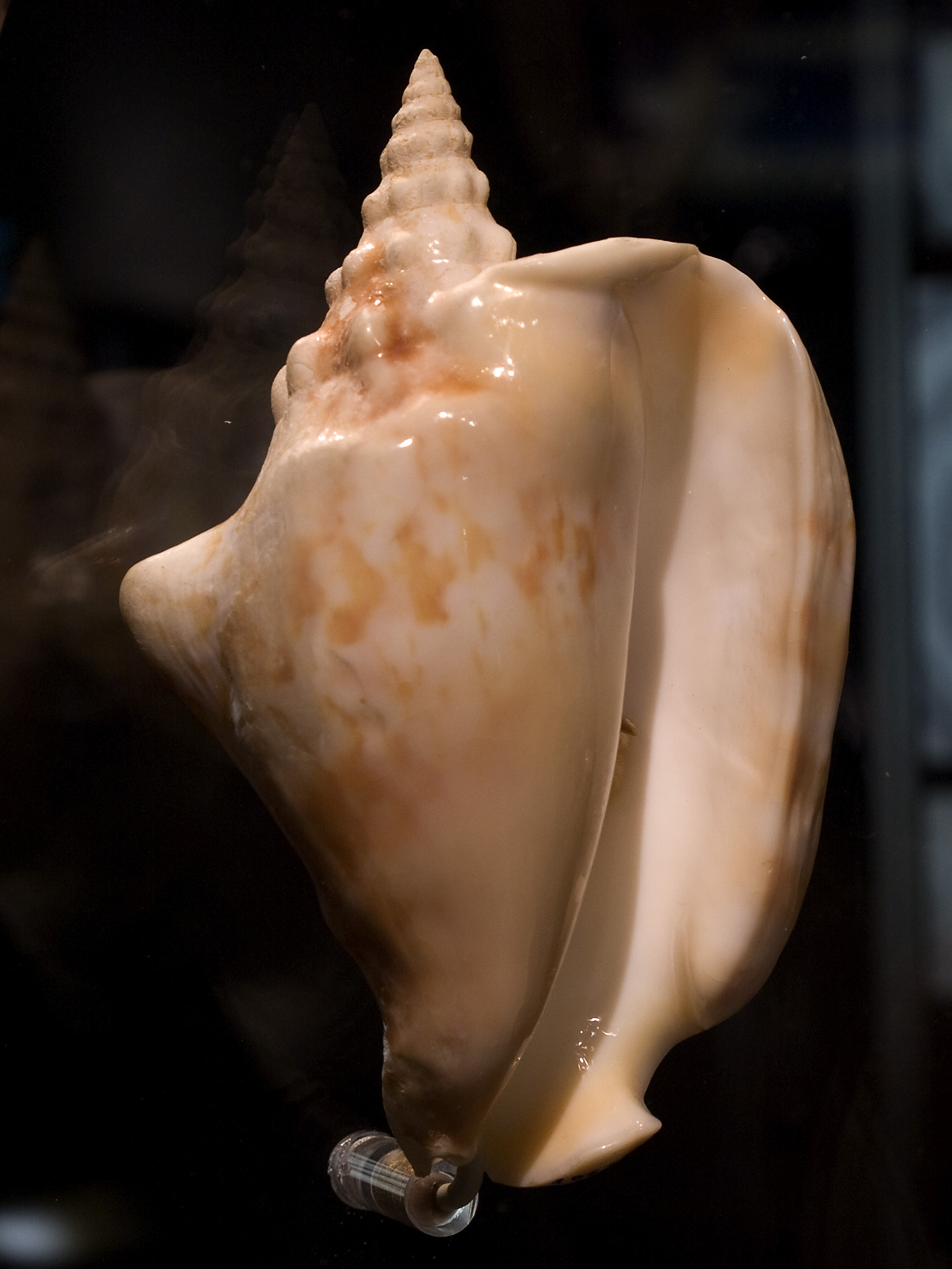
Thersistrombus thersites.
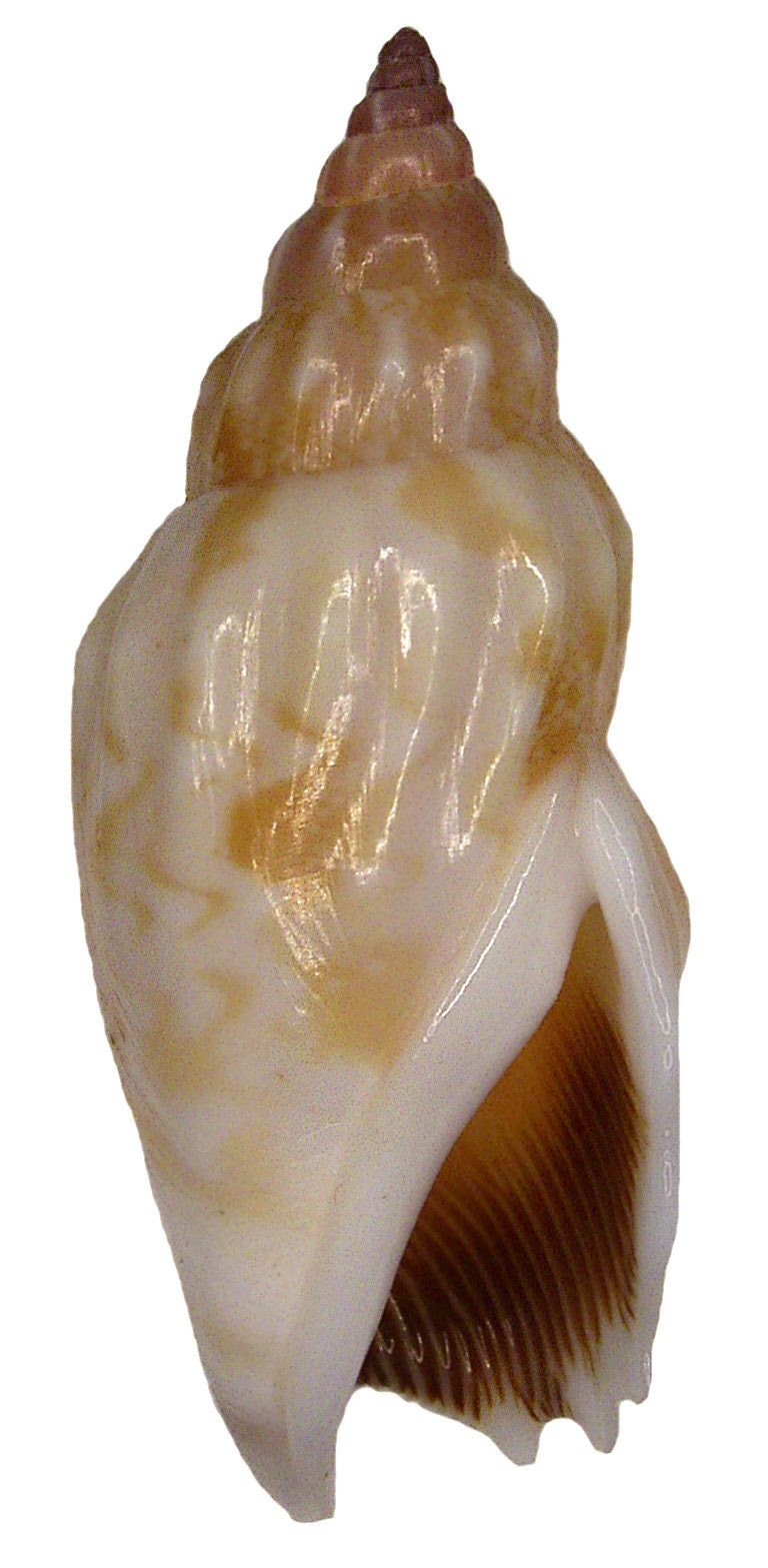
Tridentarius dentatus.
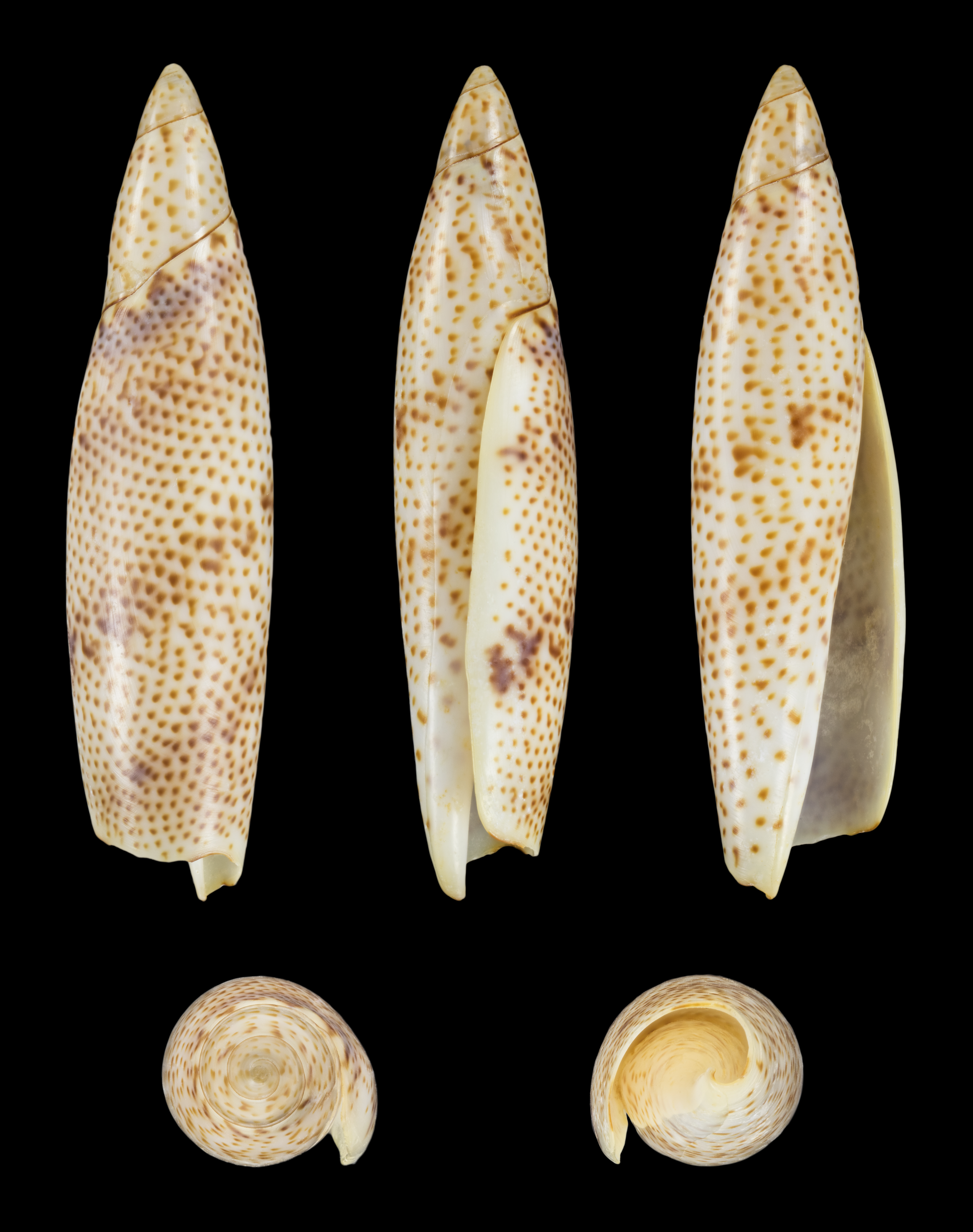
Terebellum terebellum.